# Adolf Hitler
Adolf Hitler (n. 20 aprilie 1889, Braunau am Inn, Austria Superioară, Austria – d. 30 aprilie 1945, Führerbunker, Berlin, Germania) a fost un politician german de origine austriacă, dictator al Germaniei Naziste din anul 1933 până la sinuciderea sa în anul 1945. A ajuns la putere ca lider al Partidului Nazist, devenind cancelar în 1933 și apoi luând titlul de Führer und Reichskanzler în 1934. Invadarea Poloniei de către Hitler la data de 1 septembrie 1939 a marcat începutul celui de-al Doilea Război Mondial. El a fost implicat direct în operațiunile militare de-a lungul războiului și a avut un rol central în desfășurarea Holocaustului: genocidul a aproximativ șase milioane de evrei și milioane de alte victime.
Hitler s-a născut în Braunau am Inn în Austro-Ungaria și s-a mutat în Germania în anul 1913. A fost decorat în timpul serviciului său în armata germană din Primul Război Mondial, primind Crucea de Fier. În anul 1919, s-a alăturat Partidului Muncitoresc German (DAP), precursorul Partidului Nazist, iar în 1921 a fost numit lider al Partidului Nazist. În anul 1923, a încercat să preia puterea într-o tentativă eșuată de lovitură de stat la München și a fost condamnat la cinci ani de închisoare, executând puțin peste un an. În timpul detenției, a dictat primul volum al autobiografiei și manifestului său politic Mein Kampf („Lupta mea”). După eliberarea sa prematură în anul 1924, Hitler a câștigat sprijin popular atacând Tratatul de la Versailles și promovând pangermanismul, antisemitismul și anticomunismul prin carismă și propagandă nazistă. El a denunțat frecvent comunismul ca fiind parte dintr-o conspirație evreiască internațională. Până în luna noiembrie a anului 1932, Partidul Nazist deținea cele mai multe locuri în Reichstag, dar nu o majoritate. Fostul cancelar Franz von Papen și alți lideri conservatori l-au convins pe președintele Paul von Hindenburg să-l numească pe Hitler cancelar la data de 30 ianuarie 1933. La scurt timp, Reichstag a adoptat Legea de Împuternicire din 1933, care a început transformarea Republicii de la Weimar în Germania Nazistă, o dictatură unipartită bazată pe ideologia totalitară și autocratică a nazismului.
După moartea lui Hindenburg la data 2 august 1934, Hitler a devenit simultan șef de stat și de guvern, deținând putere absolută. La nivel intern, Hitler a implementat numeroase politici rasiste și a încercat să deporteze sau să ucidă evreii germani. Primii săi șase ani de la putere au dus la o recuperare economică rapidă după Marea Criză Economică, la abrogarea restricțiilor impuse Germaniei după Primul Război Mondial și la anexarea unor teritorii locuite de milioane de germani etnici, ceea ce i-a adus inițial un sprijin popular semnificativ. El a condus o relansare la scară largă a înarmării și, la 1 septembrie 1939, a invadat Polonia, determinând Marea Britanie și Franța să declare război Germaniei. În luna iunie a anului 1941, Hitler a ordonat invadarea Uniunii Sovietice. În decembrie 1941, a declarat război Statelor Unite. Până la sfârșitul anului 1941, forțele germane și puterile Axei ocupau cea mai mare parte a Europei și a Africii de Nord. Aceste câștiguri au fost inversate treptat după 1941, iar în anul 1945 armatele Aliate au învins armata germană. Pe data de 29 aprilie 1945, s-a căsătorit cu partenera sa de lungă durată, Eva Braun, în Führerbunker din Berlin. Cuplul s-a sinucis a doua zi pentru a evita capturarea.
Istoricul și biograful Ian Kershaw l-a descris pe Hitler ca „întruchiparea răului politic modern”. Sub conducerea lui Hitler și ideologia rasistă, regimul nazist a fost responsabil pentru genocidul a aproximativ șase milioane de evrei și milioane de alte victime. Hitler și regimul nazist au fost, de asemenea, responsabili pentru uciderea intenționată a aproximativ 19,3 milioane de civili și prizonieri de război. În plus, 28,7 milioane de soldați și civili au murit ca urmare a acțiunilor militare din teatrul european. Numărul de civili uciși în timpul celui de-al Doilea Război Mondial a fost fără precedent în istoria războaielor, iar victimele constituie cel mai mortal conflict din istorie.

## Ascendență
Tatăl lui Hitler, Alois Hitler, a fost copilul nelegitim al Maria Schicklgruber. Registrul de botez nu indica numele tatălui său, iar Alois a purtat inițial numele de familie al mamei sale, „Schicklgruber”. În anul 1842, Johann Georg Hiedler s-a căsătorit cu mama lui Alois. Alois a fost crescut în familia fratelui lui Hiedler, Johann Nepomuk Hiedler. În anul 1876, Alois a fost legitimat, iar registrul său de botez a fost adnotat de un preot pentru a-l înregistra pe Johann Georg Hiedler ca tatăl lui Alois (înregistrat ca „Georg Hitler”). Alois a preluat apoi numele de familie „Hitler”, scris și „Hiedler”, „Hüttler”, sau „Huettler”. Numele este probabil derivat din cuvântul german Hütte, având semnificația „cel care locuiește într-o colibă”.
Funcționarul nazist Hans Frank a sugerat că mama lui Alois ar fi fost angajată ca menajeră de o familie evreiască din Graz, iar fiul familiei, Leopold Frankenberger, în vârstă de 19 ani, ar fi fost tatăl lui Alois, o afirmație cunoscută sub numele de Teza Frankenberger. Nu există nicio înregistrare a unui Frankenberger în Graz în acea perioadă, și niciun document care să dovedească existența lui Leopold Frankenberger, așa că istoricii resping afirmația conform căreia tatăl lui Alois ar fi fost evreu.

## Primii ani

### Copilărie și educație
Adolf Hitler s-a născut pe data de 20 aprilie 1889 în Braunau am Inn, un oraș din Austro-Ungaria (astăzi Austria), aproape de granița cu Imperiul German. A fost al patrulea din cei șase copii ai lui Alois Hitler și ai celei de-a treia soții a acestuia, Klara Pölzl. Trei dintre frații lui Hitler—Gustav, Ida și Otto—au murit în copilărie. În gospodărie locuiau și copiii lui Alois din a doua căsătorie: Alois Jr. (născut în 1882) și Angela (născută în 1883). Când Hitler avea trei ani, familia s-a mutat în Passau, Germania. Acolo a preluat dialectul bavarez inferior, în locul germanei austriece, care i-a marcat vorbirea pe tot parcursul vieții. Familia s-a întors în Austria și s-a stabilit în Leonding în anul 1894, iar în iunie 1895 Alois s-a retras la Hafeld, lângă Lambach, unde s-a ocupat de agricultură și de creșterea albinelor. Hitler a urmat Volksschule (o școală primară finanțată de stat) în apropiere, în Fischlham.

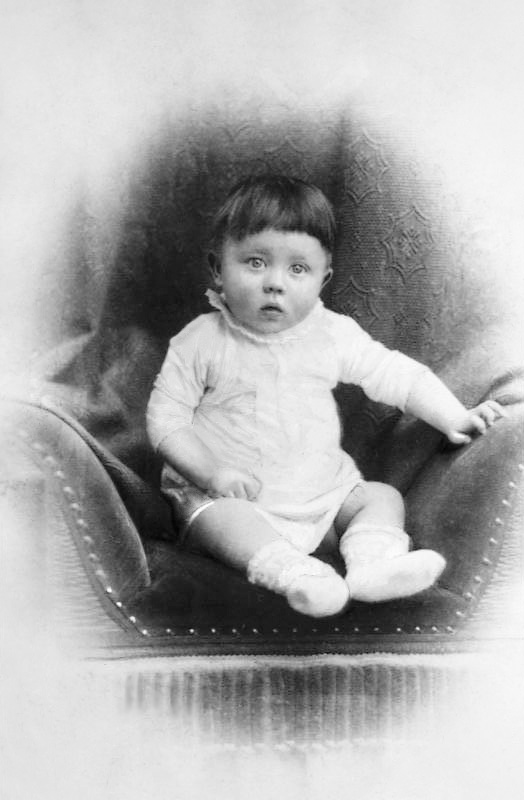
Hitler ca bebeluș (c. 1889–90)

Mutarea la Hafeld a coincis cu începutul unor conflicte intense între tată și fiu, cauzate de refuzul lui Hitler de a se conforma disciplinei stricte a școlii. Alois a încercat să-și supună fiul prin forță, în timp ce Adolf a făcut tot posibilul să fie opusul a ceea ce și-a dorit tatăl său. Alois își bătea, de asemenea, fiul, deși mama lui încerca să-l protejeze de bătaia constantă.
Eforturile agricole ale lui Alois Hitler de la Hafeld s-au încheiat cu eșec, iar în anul 1897 familia s-a mutat la Lambach. Hitler, în vârstă de opt ani, a luat lecții de canto, a cântat în corul bisericii și chiar a luat în considerare posibilitatea de a deveni preot. În anul 1898, familia s-a întors definitiv la Leonding. Hitler a fost profund afectat de moartea fratelui său mai mic, Edmund, în 1900, din cauza pojarului. Hitler s-a transformat dintr-un elev încrezător, deschis și conștiincios într-un băiat morocănos și detașat, care se certa constant cu tatăl său și cu profesorii. Paula Hitler și-a amintit cum Adolf era un bătăuș adolescent care o lovea adesea.
Alois făcuse o carieră de succes în biroul vamal și și-a dorit ca fiul său să urmeze aceeași cale. Hitler a dramatizat mai târziu un episod din această perioadă, când tatăl său l-a dus să viziteze un oficiu vamal, descriindu-l ca pe un eveniment care a dat naștere unei antagonisme implacabile între tată și fiu, ambii fiind încăpățânați. Ignorând dorința fiului său de a urma un liceu clasic și de a deveni artist, Alois l-a trimis pe Hitler la Realschule din Linz în septembrie 1900. Hitler s-a revoltat împotriva acestei decizii, iar în Mein Kampf afirmă că a intenționat să aibă rezultate slabe la școală, sperând că, odată ce tatăl său va vedea „ce puțin progres fac la școala tehnică, mă va lăsa să mă dedic visului meu”.
La fel ca mulți germani austrieci, Hitler a început să dezvolte idei naționaliste germane de la o vârstă fragedă. El și-a exprimat loialitatea doar față de Germania, disprețuind monarhia Habsburgică în declin și dominația sa asupra unui imperiu etnic divers. Hitler și prietenii săi foloseau salutul „Heil” și cântau „Deutschlandlied” în locul imnului imperial austriac. După moartea subită a lui Alois pe 3 ianuarie 1903, performanța lui Hitler la școală s-a deteriorat, iar mama sa i-a permis să părăsească școala. S-a înscris la Realschule din Steyr în septembrie 1904, unde comportamentul și performanța sa s-au îmbunătățit. În anul 1905, după ce a promovat un examen de corigență, Hitler a părăsit școala fără ambiții de educație superioară sau planuri clare pentru o carieră.

### Tinerețe în Viena și München

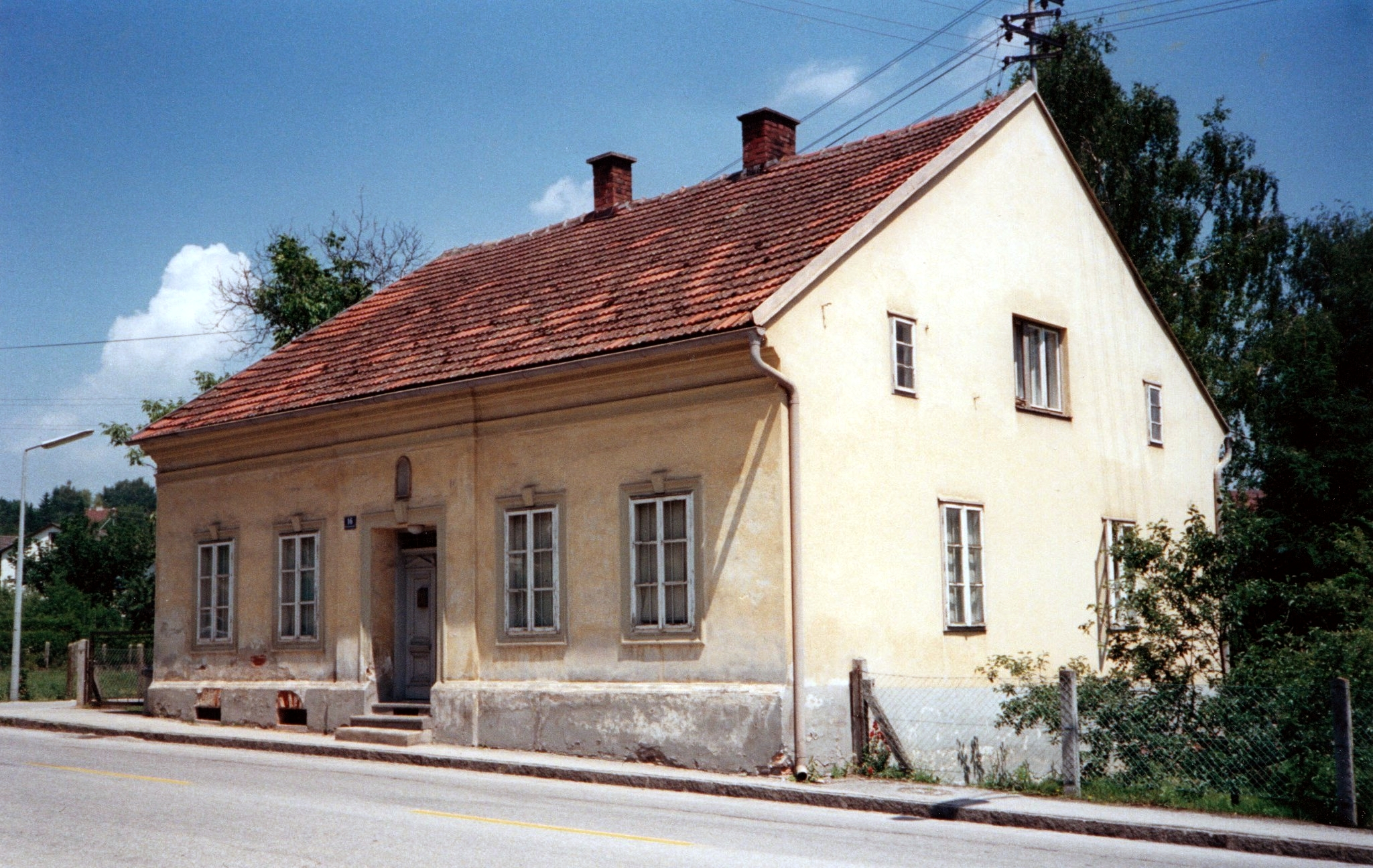
Casa din Leonding, Austria, unde Hitler și-a petrecut adolescența timpurie

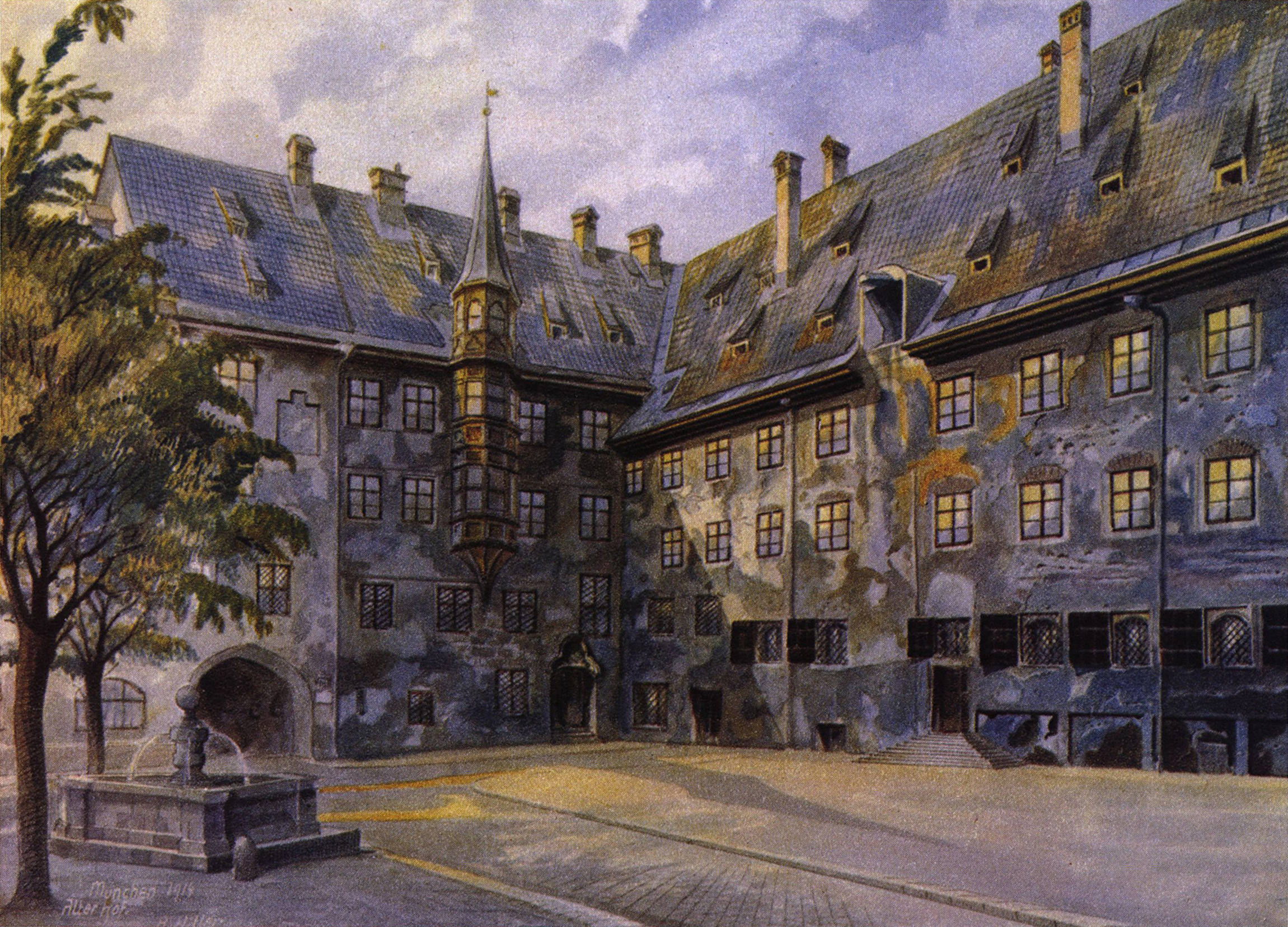
Alter Hof din München, o acuarelă realizată de Hitler în 1914

În anul 1907, Hitler a părăsit Linz pentru a trăi și a studia artele frumoase în Viena, finanțat de beneficii pentru orfani și de sprijinul mamei sale. A aplicat pentru admitere la Academia de Arte Frumoase din Viena, dar a fost respins de două ori. Directorul a sugerat ca Hitler să încerce la Școala de Arhitectură, dar acesta nu avea calificările academice necesare deoarece nu terminase școala secundară.
Pe data de 21 decembrie 1907, mama sa a murit de cancer la sân la vârsta de 47 de ani; Hitler avea atunci 18 ani. În anul 1909, Hitler a rămas fără bani și a fost nevoit să ducă o viață boemă în adăposturi pentru persoane fără domiciliu și în Căminele Meldemannstraße. A câștigat bani ca muncitor ocazional și prin pictarea și vânzarea acuarelelor cu peisaje din Viena. În timpul șederii sale în Viena, și-a urmat pasiunea tot mai mare pentru arhitectură și muzică, participând la zece reprezentații ale operei Lohengrin, opera sa preferată de Wagner.
În Viena, Hitler a fost expus pentru prima dată la retorica rasistă. Populiști precum primarul Karl Lueger au exploatat sentimentul antisemit prevalent din oraș, exprimând ocazional și idei naționaliste germane pentru beneficiul politic. Naționalismul german era și mai răspândit în districtul Mariahilf, unde locuia atunci Hitler. Georg Ritter von Schönerer a devenit o influență majoră asupra lui Hitler, iar acesta a dezvoltat o admirație pentru Martin Luther. Hitler citea ziare locale care promovau prejudecăți și utilizau temerile creștinilor de a fi copleșiți de un aflux de evrei din Europa de Est, precum și broșuri care publicau gândurile unor filosofi și teoreticieni precum Houston Stewart Chamberlain, Charles Darwin, Friedrich Nietzsche, Gustave Le Bon și Arthur Schopenhauer. În timpul vieții sale în Viena, Hitler a dezvoltat și sentimente antislavice.
Originea și dezvoltarea antisemitismului lui Hitler rămân subiect de dezbatere. Prietenul său, August Kubizek, a susținut că Hitler era un „antisemit convins” înainte de a părăsi Linz. Cu toate acestea, istoricul Brigitte Hamann descrie afirmația lui Kubizek ca fiind „problematice”. Deși Hitler afirmă în Mein Kampf că a devenit antisemit pentru prima dată în Viena, Reinhold Hanisch, care l-a ajutat să-și vândă tablourile, nu este de acord. Hitler a avut relații cu evrei în timp ce locuia în Viena. Istoricul Richard J. Evans afirmă că „istoricii sunt acum în general de acord că antisemitismul său notoriu și criminal a apărut după înfrângerea Germaniei [în Primul Război Mondial], ca produs al explicației paranoice a «înjunghierii pe la spate» pentru catastrofă”.
Hitler a primit partea finală a moștenirii tatălui său în mai 1913 și s-a mutat în München, Germania. Când a fost înrolat în Armata Austro-Ungară, a călătorit la Salzburg pe 5 februarie 1914 pentru evaluare medicală. După ce a fost considerat inapt pentru serviciu, s-a întors la München. Hitler a susținut mai târziu că nu dorea să servească Imperiul Habsburgic din cauza amestecului de rase din armata sa și a convingerii sale că colapsul Austro-Ungariei era iminent.

### Primul Război Mondial

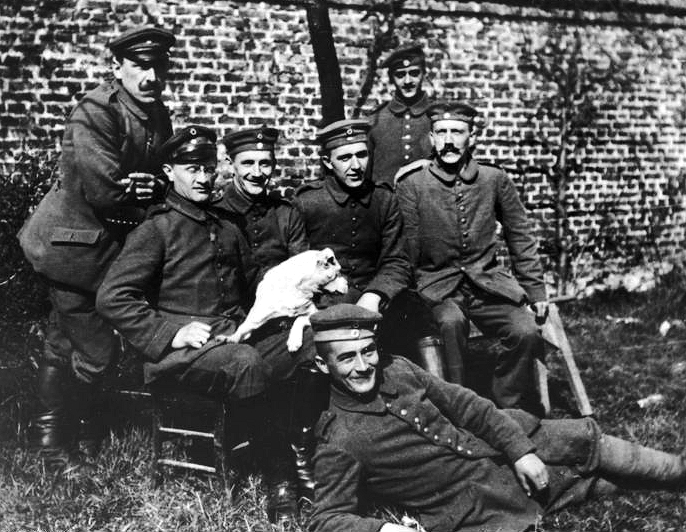
Hitler (extrem dreapta, așezat) alături de camarazi din Armata Bavareză din Regimentul de Infanterie de Rezervă Bavarez 16 (c. 1914–18)

În august 1914, la izbucnirea Primului Război Mondial, Hitler locuia în München și s-a înrolat voluntar în Armata Bavareză. Conform unui raport din anul 1924 al autorităților bavareze, permiterea lui Hitler de a servi a fost cel mai probabil o eroare administrativă, deoarece, fiind cetățean austriac, ar fi trebuit să fie trimis înapoi în Austria. Repartizat în Regimentul de Infanterie de Rezervă Bavarez 16 (Compania 1 din Regimentul List), a servit ca curier pe Frontul de Vest din Franța și Belgia, petrecând aproape jumătate din timp la cartierul general al regimentului din Fournes-en-Weppes, departe de linia frontului. În 1914, a fost prezent la Prima bătălie de la Ypres și, în același an, a fost decorat pentru bravură, primind Crucea de Fier, clasa a II-a. În timpul războiului, a fost salvat de ofițerul său comandant, Fritz Wiedemann, care l-a scos pe Hitler de sub dărâmăturile unei clădiri prăbușite, în timp ce era sub foc intens.
În timpul serviciului la cartierul general, Hitler și-a continuat pasiunea pentru artă, desenând caricaturi și instrucțiuni pentru un ziar al armatei. În timpul Bătăliei de pe Somme, în octombrie 1916, a fost rănit la coapsa stângă de explozia unui obuz în adăpostul curierilor. Hitler a petrecut aproape două luni recuperându-se la spitalul din Beelitz, revenind la regimentul său pe data de 5 martie 1917. A fost prezent la Bătălia de la Arras (1917) și la Bătălia de la Passchendaele. Pe data de 18 mai 1918, a primit Insigna Neagră pentru Răniți. Trei luni mai târziu, în august 1918, la recomandarea locotenentului Hugo Gutmann, superiorul său evreu, Hitler a primit Crucea de Fier, clasa I, o decorație rar acordată unui soldat cu gradul de Gefreiter. Pe data de 15 octombrie 1918, a fost temporar orbit într-un atac cu gaz muștar și a fost spitalizat în Pasewalk. Acolo, Hitler a aflat despre înfrângerea Germaniei și, conform relatărilor sale, a suferit un al doilea episod de orbire la primirea veștii.
Hitler a descris rolul său în Primul Război Mondial drept „cea mai mare dintre toate experiențele” și a fost lăudat de superiorii săi pentru curajul său. Experiența sa de război i-a întărit patriotismul german, iar capitularea Germaniei în luna noiembrie a anului 1918 l-a șocat. Nemulțumirea sa față de prăbușirea efortului de război a început să-i modeleze ideologia. Ca și alți naționaliști germani, el a crezut în Dolchstoßlegende (mitul loviturii pe la spate), conform căruia armata germană, „neînvinsă pe câmpul de luptă”, fusese „înjunghiată pe la spate” pe frontul intern de liderii civili, evrei, marxiști și cei care au semnat armistițiul care a pus capăt luptelor—numiți mai târziu „criminalii din noiembrie”.
Tratatul de la Versailles a stipulat că Germania trebuia să cedeze mai multe teritorii și să demilitarizeze Renania. Tratatul a impus sancțiuni economice și despăgubiri grele țării. Mulți germani au considerat tratatul o umilire nedreaptă. În special, s-au opus Articolului 231, pe care l-au interpretat ca declarând Germania responsabilă pentru război. Tratatul de la Versailles și condițiile economice, sociale și politice din Germania de după război au fost ulterior exploatate de Hitler în scopuri politice.

## Intrarea în politică

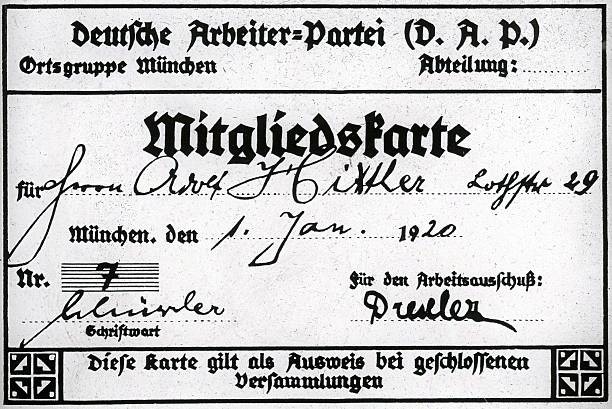
Carnetul de membru al lui Hitler în Partidul Muncitoresc German (DAP)

După Primul Război Mondial, Hitler s-a întors la München. Fără o educație formală sau perspective de carieră, a rămas în Armata. În luna iulie a anului 1919, a fost numit Verbindungsmann (agent de informații) al unui Aufklärungskommando (unitate de recunoaștere) a Reichswehr, având sarcina de a influența alți soldați și de a se infiltra în Partidul Muncitoresc German (DAP). La o întâlnire a DAP pe 12 septembrie 1919, președintele partidului, Anton Drexler, a fost impresionat de abilitățile oratorice ale lui Hitler. Acesta i-a dat o copie a broșurii sale Înțelegerea mea politică, care conținea idei antisemite, naționaliste, anticapitaliste și anti-marxiste. La ordinul superiorilor săi din armată, Hitler a aplicat pentru a se alătura partidului, și în decurs de o săptămână a fost acceptat ca membru cu numărul 555 (partidul a început numărarea membrilor de la 500 pentru a da impresia că erau un partid mult mai mare).
Hitler a făcut cea mai timpurie declarație scrisă cunoscută despre problema evreiască într-o scrisoare din 16 septembrie 1919 către Adolf Gemlich (cunoscută acum sub numele de Scrisoarea Gemlich). În scrisoare, Hitler susține că scopul guvernului „trebuie să fie indestructibil eliminarea evreilor în totalitate”. La DAP, Hitler l-a cunoscut pe Dietrich Eckart, unul dintre fondatorii partidului și membru al societății ocultiste Societatea Thule. Eckart a devenit mentorul lui Hitler, schimbând idei cu el și introducându-l într-o gamă largă de cercuri sociale din München. Pentru a-și crește atractivitatea, DAP și-a schimbat numele în Nationalsozialistische Deutsche Arbeiterpartei (Partidul Național-Socialist Muncitoresc German (NSDAP), cunoscut acum sub numele de „Partidul Nazist”). Hitler a proiectat steagul partidului, care includea o svastică într-un cerc alb pe un fundal roșu.
Hitler a fost demobilizat din armată pe data de 31 martie 1920 și a început să lucreze cu normă întreagă pentru partid. Sediu partidului se afla în München, un centru pentru naționaliștii germani anti-guvernamentali determinați să elimine marxismul și să submineze Republica de la Weimar. În februarie 1921—deja foarte eficient în manipularea mulțimii—a vorbit în fața unei mulțimi de peste 6.000 de persoane. Pentru a publiciza întâlnirea, două camioane cu susținători ai partidului au circulat prin München fluturând steaguri cu svastica și distribuind fluturași. Hitler a câștigat rapid notorietate datorită discursurilor sale polemice și zgomotoase împotriva Tratatului de la Versailles, a politicienilor rivali și, în special, împotriva marxismului și evreilor.

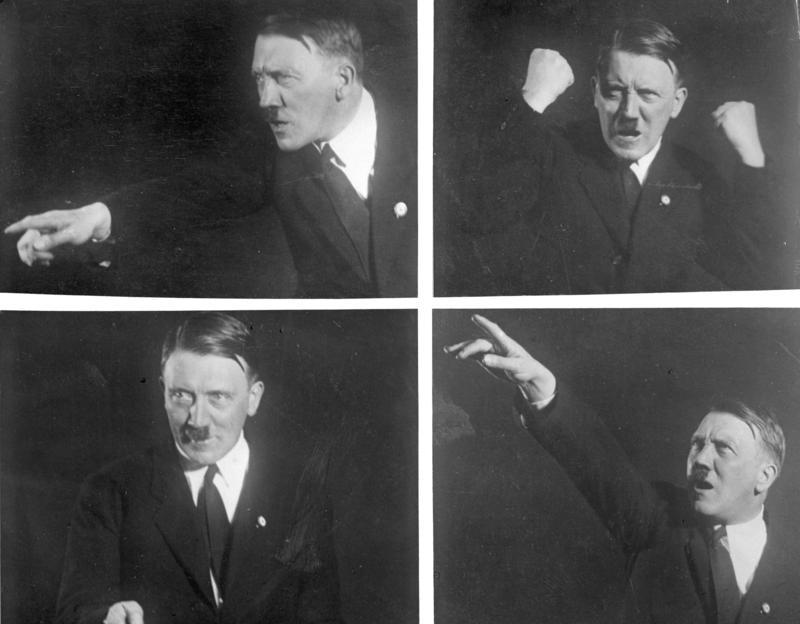
Hitler pozând pentru cameră în septembrie 1930

În luna iunie a anului 1921, în timp ce Hitler și Eckart se aflau într-o călătorie de strângere de fonduri la Berlin, a izbucnit o revoltă în cadrul Partidului Nazist din München. Membrii comitetului executiv doreau să fuzioneze cu Partidul Socialist German (DSP) din Nürnberg. Hitler s-a întors la München pe 11 iulie și și-a dat cu furie demisia. Membrii comitetului și-au dat seama că demisia figurii lor publice principale și a oratorului lor ar însemna sfârșitul partidului. Hitler a anunțat că se va reîntoarce cu condiția să-l înlocuiască pe Drexler ca președinte al partidului și ca sediul partidului să rămână în München. Comitetul a fost de acord, iar Hitler s-a reîntors în partid pe 26 iulie ca membru 3.680. Hitler a continuat să se confrunte cu o anumită opoziție în interiorul Partidului Nazist. Oponenții lui Hitler din conducere l-au expulzat pe Hermann Esser din partid și au tipărit 3.000 de copii ale unui pamflet care îl ataca pe Hitler ca trădător al partidului. În zilele următoare, Hitler a vorbit în fața mai multor audiențe mari și s-a apărat pe sine și pe Esser, primind aplauze zgomotoase. Strategia sa s-a dovedit eficientă, iar la un congres special al partidului pe 29 iulie, i s-a acordat putere absolută ca președinte al partidului, succedându-i lui Drexler, printr-un vot de 533 la 1.

Discursurile vitriolice ale lui Hitler din berării au început să atragă audiențe regulate. Un demagog, el a devenit adept în utilizarea temelor populiste, inclusiv a călușului ispășitor, care era învinuit pentru dificultățile economice ale ascultătorilor săi. Hitler a folosit magnetismul personal și o înțelegere a psihologiei mulțimii în avantajul său în timp ce se angaja în discursuri publice. Istoricii au observat efectul hipnotic al retoricii sale asupra audiențelor mari și al ochilor săi în grupuri mici. Alfons Heck, un fost membru al Tineretului Hitlerist, și-a amintit:
„Am erupt într-o frenă de mândrie naționalistă care a atins pragul histeriei. Timp de minute întregi, am strigat din răsputeri, cu lacrimi curgând pe obraji: Sieg Heil, Sieg Heil, Sieg Heil! Din acel moment, i-am aparținut lui Adolf Hitler trup și suflet.”
Printre primii săi adepți s-au numărat Rudolf Hess, fostul as al aviației Hermann Göring și căpitanul de armată Ernst Röhm. Röhm a devenit șeful organizației paramilitare a naziștilor, Sturmabteilung (SA, „Trupele de asalt”), care proteja întâlnirile și ataca oponenții politici. O influență critică asupra gândirii lui Hitler în această perioadă a fost Aufbau Vereinigung, un grup conspirativ al exilaților Albi ruși și al primilor naziști. Grupul, finanțat cu fonduri canalizate de la industriași bogați, l-a introdus pe Hitler în ideea unei conspirații evreiești, legând finanțele internaționale de bolșevism.
Programul Partidului Nazist a fost prezentat în Programul cu 25 de puncte pe 24 februarie 1920. Acesta nu reprezenta o ideologie coerentă, ci o însumare de idei preluate din mișcarea völkisch pangermană, cum ar fi ultranaționalismul, opoziția față de Tratatul de la Versailles, neîncrederea în capitalism, precum și unele idei socialiste. Pentru Hitler, cel mai important aspect al acestuia era poziția sa puternic antisemită. De asemenea, percepea programul ca fiind în primul rând o bază pentru propagandă și pentru atragerea oamenilor către partid.

### Lovitura de stat de la Berărie și închisoarea Landsberg

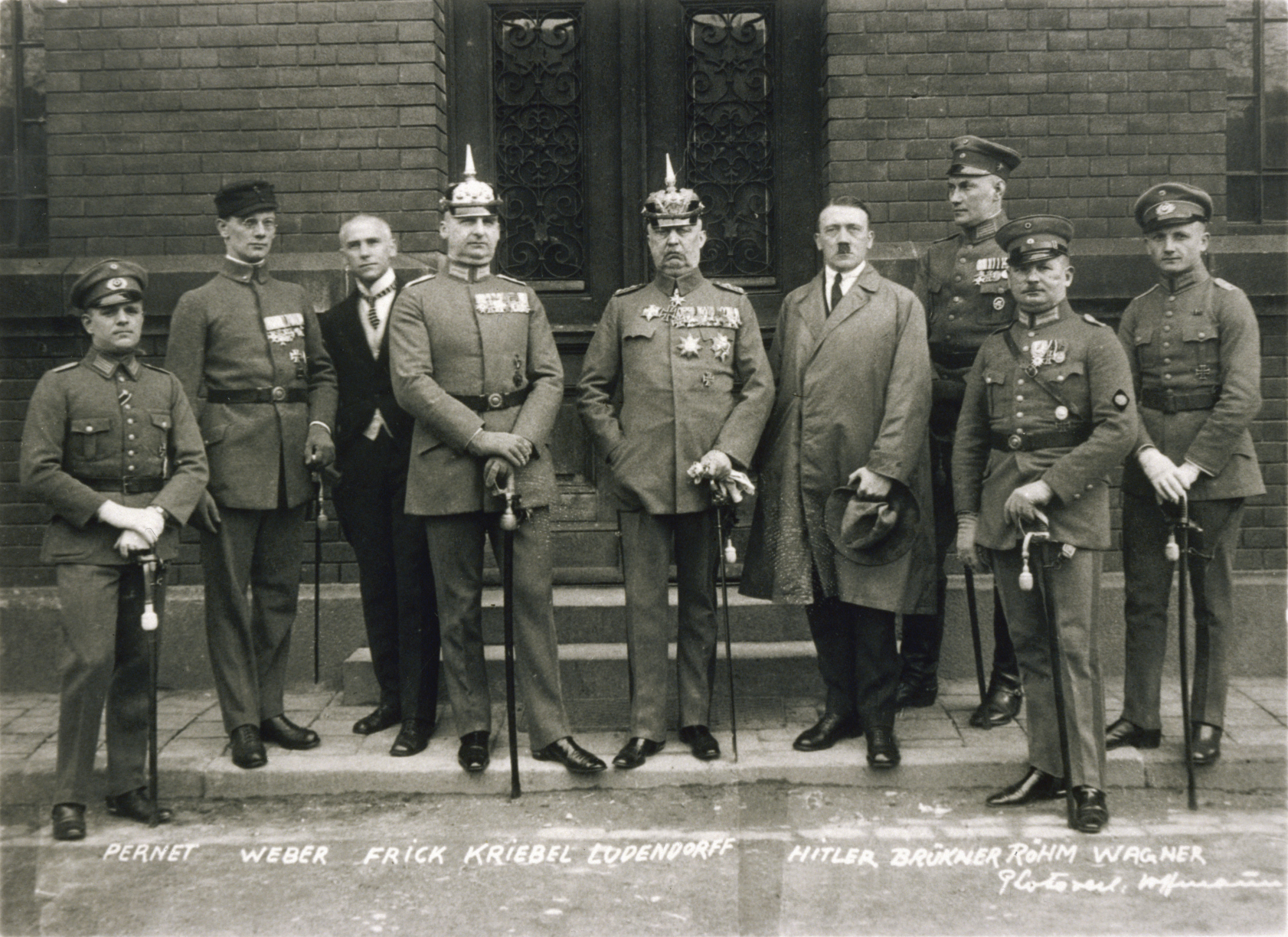
Inculpații din procesul Puciul de la Berărie, 1 aprilie 1924. De la stânga la dreapta: Heinz Pernet, Friedrich Weber, Wilhelm Frick, Hermann Kriebel, Erich Ludendorff, Hitler, Wilhelm Brückner, Ernst Röhm și Robert Wagner.

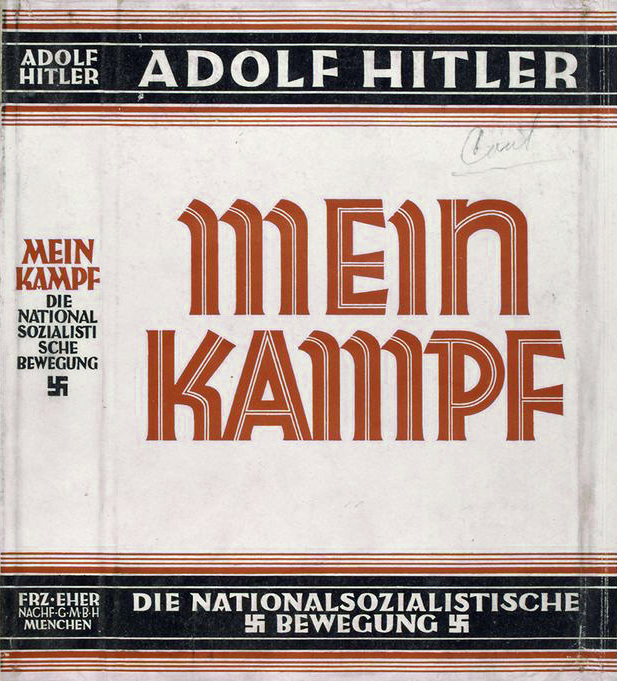
Coperta ediției din 1926–1928 a cărții Mein Kampf, scrisă de Hitler în 1925

În anul 1923, Hitler a solicitat ajutorul generalului din Primul Război Mondial Erich Ludendorff pentru o tentativă de lovitură de stat cunoscută sub numele de „Puciul de la Berărie”. Partidul Nazist a folosit fascismul italian ca model pentru aspectul și politicile sale. Hitler dorea să imite „Marșul asupra Romei” al lui Benito Mussolini din anul 1922 prin organizarea propriei loviturii de stat în Bavaria, urmată de o confruntare cu guvernul din Berlin. Hitler și Ludendorff au căutat sprijinul lui Staatskommissar (Comisarul de Stat) Gustav Ritter von Kahr, conducătorul de facto al Bavariei. Cu toate acestea, Kahr, împreună cu șeful poliției Hans Ritter von Seisser și generalul Reichswehr Otto von Lossow, doreau să instaureze o dictatură naționalistă fără Hitler.
Pe data de 8 noiembrie 1923, Hitler și SA au intrat într-o întâlnire publică de 3.000 de persoane organizată de Kahr la Bürgerbräukeller, o berărie din München. Întrerupând discursul lui Kahr, Hitler a anunțat că revoluția națională a început și a declarat formarea unui nou guvern împreună cu Ludendorff. Retrăgându-se într-o cameră din spate, Hitler, cu pistolul în mână, a cerut și a obținut ulterior sprijinul lui Kahr, Seisser și Lossow. Forțele lui Hitler au reușit inițial să ocupe sediile locale ale Reichswehr și ale poliției, dar Kahr și apropiații săi și-au retras rapid sprijinul. Nici armata, nici poliția de stat nu s-au alăturat lui Hitler. A doua zi, Hitler și susținătorii săi au mărșăluit de la berărie către Ministerul de Război Bavarez pentru a răsturna guvernul bavarez, dar poliția i-a dispersat. Șaisprezece membri ai Partidului Nazist și patru ofițeri de poliție au fost uciși în lovitura de stat eșuată.
Hitler a fugit la casa lui Ernst Hanfstaengl și, după unele relatări, a contemplat sinuciderea. A fost deprimat, dar calm, când a fost arestat pe 11 noiembrie 1923 pentru înaltă trădare. Procesul său în fața Curții Populare speciale din München a început în februarie 1924, iar Alfred Rosenberg a devenit lider temporar al Partidului Nazist. Pe 1 aprilie, Hitler a fost condamnat la cinci ani de închisoare la Închisoarea Landsberg. Acolo, a fost tratat prietenos de către gardieni și i s-a permis să primească scrisori de la susținători și vizite regulate de la camarazii de partid. Grațiat de Curtea Supremă a Bavariei, a fost eliberat din închisoare pe 20 decembrie 1924, împotriva obiecțiilor procurorului de stat. Inclusiv timpul petrecut în detenție preventivă, Hitler a stat în închisoare puțin peste un an.
În timp ce se afla la Landsberg, Hitler a dictat cea mai mare parte a primului volum din Mein Kampf (intitulat inițial Patru ani și jumătate de luptă împotriva minciunii, prostiei și lașității), la început șoferului său, Emil Maurice, și apoi adjunctului său, Rudolf Hess. Cartea, dedicată membrului Societății Thule Dietrich Eckart, a fost o autobiografie și o expunere a ideologiei sale. Cartea a prezentat planurile lui Hitler pentru transformarea societății germane într-una bazată pe rasă. De-a lungul cărții, evreii sunt echivalați cu „germeni” și prezentați ca „otrăvitori internaționali” ai societății. Conform ideologiei lui Hitler, singura soluție era exterminarea lor. Deși Hitler nu a descris exact cum urma să fie realizat acest lucru, „tendința sa genocidă inerentă este incontestabilă”, conform lui Ian Kershaw.
Publicată în două volume în 1925 și 1926, Mein Kampf a vândut 228.000 de exemplare între 1925 și 1932. Un milion de exemplare au fost vândute în 1933, primul an al lui Hitler în funcție. Cu puțin timp înainte ca Hitler să fie eligibil pentru eliberare condiționată, guvernul bavarez a încercat să-l deporteze în Austria. Cancelarul federal austriac a respins cererea pe motivul că serviciul său în armata germană îi anula cetățenia austriacă. Ca răspuns, Hitler a renunțat oficial la cetățenia austriacă pe 7 aprilie 1925.

### Reconstrucția Partidului Nazist
La momentul eliberării lui Hitler din închisoare, politica din Germania devenise mai puțin conflictuală, iar economia se îmbunătățise, limitând oportunitățile lui Hitler pentru agitație politică. Ca urmare a eșecului încercării loviturii de stat de la Berărie, Partidul Nazist și organizațiile sale afiliate fuseseră interzise în Bavaria. Într-o întâlnire cu prim-ministrul Bavariei, Heinrich Held, pe data de 4 ianuarie 1925, Hitler a acceptat să respecte autoritatea statului și a promis că va căuta puterea politică doar prin procese democratice. Întâlnirea a deschis calea pentru ridicarea interdicției asupra Partidului Nazist pe 16 februarie.
Cu toate acestea, după un discurs incendiar pe care l-a ținut pe 27 februarie, Hitler a fost interzis să mai țină discursuri publice de către autoritățile bavareze, o interdicție care a rămas în vigoare până în anul 1927. Pentru a-și avansa ambițiile politice în ciuda interdicției, Hitler i-a numit pe Gregor Strasser, Otto Strasser și Joseph Goebbels să organizeze și să extindă Partidul Nazist în nordul Germaniei. Gregor Strasser a urmat o linie politică mai independentă, accentuând elementele socialiste ale programului partidului.
Bursa de valori din Statele Unite a cunoscut un colaps pe 24 octombrie 1929. Impactul în Germania a fost grav: milioane de persoane au devenit șomeri, iar mai multe bănci importante au dat faliment. Hitler și Partidul Nazist s-au pregătit să profite de situația de urgență pentru a câștiga sprijin pentru partidul lor. Au promis să respingă Tratatul de la Versailles, să consolideze economia și să ofere locuri de muncă.

## Ascensiunea la putere
| Alegeri         | Total voturi | % voturi | Scaunele Reichstag | Note                                                                        |
| --------------- | ------------ | -------- | ------------------ | --------------------------------------------------------------------------- |
| Mai 1924        | 1,918,300    | 6.5      | 32                 | Hitler în închisoare                                                        |
| Decembrie 1924  | 907,300      | 3.0      | 14                 | Hitler a fost eliberat din închisoare                                       |
| Mai 1928        | 810,100      | 2.6      | 12                 |                                                                             |
| Septembrie 1930 | 6,409,600    | 18.3     | 107                | După criza financiară                                                       |
| Iulie 1932      | 13,745,000   | 37.3     | 230                | După ce Hitler a fost candidat la președinție                               |
| Noiembrie 1932  | 11,737,000   | 33.1     | 196                |                                                                             |
| Martie 1933     | 17,277,180   | 43.9     | 288                | Liber doar parțial în timpul mandatului lui Hitler ca cancelar al Germaniei |

### Administrația Brüning
Marea Depresie a oferit o oportunitate politică lui Hitler. Germanii erau ambivalenți față de republica parlamentară, care se confrunta cu provocări din partea extremiștilor de dreapta și stânga. Partidele politice moderate erau din ce în ce mai incapabile să oprească valul extremismului, iar referendumul german din 1929 a contribuit la ridicarea ideologiei naziste. Alegerile din septembrie 1930 au dus la destrămarea unei coaliții mari și la înlocuirea acesteia cu un cabinet minoritar. Liderul său, cancelarul Heinrich Brüning din Partidul de Centru, a guvernat prin decrete de urgență emise de președintele Paul von Hindenburg. Guvernarea prin decrete a devenit norma și a deschis calea către forme autoritare de guvernare. Partidul Nazist a ieșit din obscuritate pentru a câștiga 18,3% din voturi și 107 locuri parlamentare în alegerile din 1930, devenind al doilea cel mai mare partid din parlament.

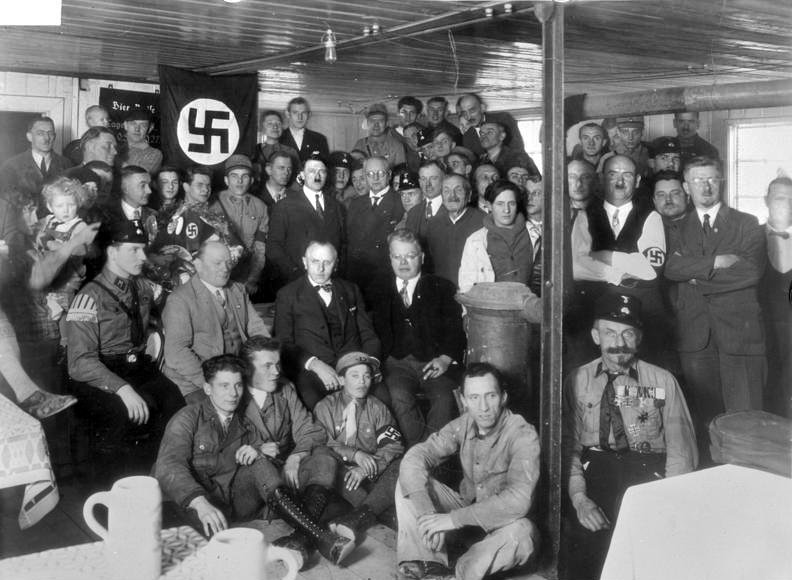
Hitler și trezorierul Partidului Nazist Franz Xaver Schwarz la dedicarea renovării Palatului Barlow de pe Brienner Straße din München, transformat în sediul central Casa Brună, decembrie 1930

Hitler a făcut o apariție proeminentă la procesul a doi ofițeri ai Reichswehr, locotenentul Richard Scheringer și Hanns Ludin, la sfârșitul anului 1930. Amândoi erau acuzați de apartenență la Partidul Nazist, care la acea vreme era ilegal pentru personalul Reichswehr. Acuzarea a susținut că Partidul Nazist era un partid extremist, determinând avocatul apărării Hans Frank să-l cheme pe Hitler să depună mărturie. Pe data de 25 septembrie 1930, Hitler a depus mărturie că partidul său va urmări puterea politică doar prin alegeri democratice, ceea ce i-a adus mulți susținători în corpul ofițeresc.
Măsurile de austeritate ale lui Brüning au adus puțină îmbunătățire economică și au fost extrem de nepopulare. Hitler a profitat de acest lucru, direcționând mesajele sale politice către persoanele afectate de inflația anilor 1920 și de Depresie, cum ar fi fermierii, veterani de război și clasa de mijloc.
Deși Hitler și-a încheiat cetățenia austriacă în 1925, nu a obținut cetățenia germană timp de aproape șapte ani. Acest lucru însemna că era apatrid, legal incapabil să candideze pentru funcții publice și încă se confrunta cu riscul deportării. Pe 25 februarie 1932, ministrul de interne al Braunschweig, Dietrich Klagges, care era membru al Partidului Nazist, l-a numit pe Hitler ca administrator pentru delegația statului la Reichsrat din Berlin, făcându-l pe Hitler cetățean al Braunschweig, și, prin urmare, al Germaniei.
Hitler a candidat împotriva lui Hindenburg în alegerile prezidențiale din 1932. Un discurs ținut în fața Clubului Industrial din Düsseldorf pe 27 ianuarie 1932 i-a adus sprijinul multor dintre cei mai puternici industriali ai Germaniei. Hindenburg avea sprijinul diverselor partide naționaliste, monarhiste, catolice și republicane, precum și al unor social-democrați. Hitler a folosit sloganul de campanie „Hitler über Deutschland” („Hitler peste Germania”), o referire la ambițiile sale politice și la campania sa aeriană. A fost unul dintre primii politicieni care au folosit călătoriile aeriene pentru campanie și le-a folosit eficient. Hitler a ocupat locul doi în ambele tururi ale alegerilor, obținând peste 35% din voturi în turul final. Deși a pierdut în fața lui Hindenburg, această alegere l-a stabilit pe Hitler ca o forță puternică în politica germană.

### Numirea lui Hitler drept cancelar

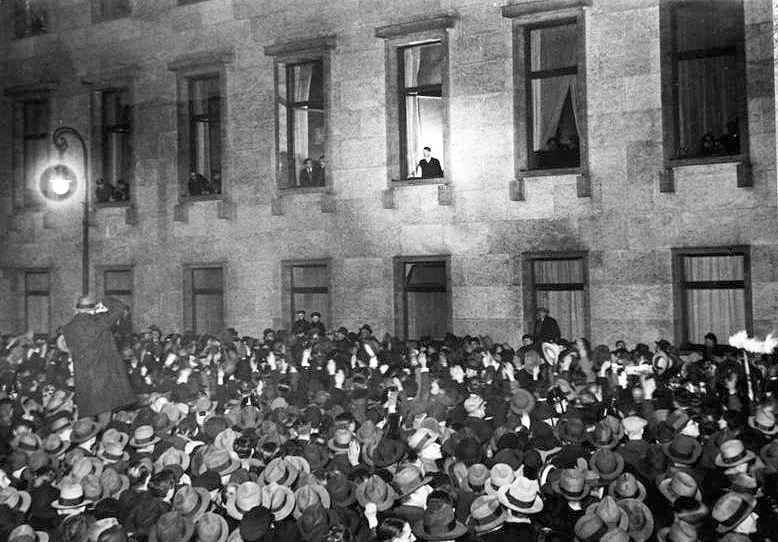
Hitler, la o fereastră a Cancelariei Reich-ului, primește ovații în seara inaugurării sale ca cancelar, 30 ianuarie 1933

Absența unui guvern eficient i-a determinat pe doi politicieni influenți, Franz von Papen și Alfred Hugenberg, împreună cu alți industrialiști și oameni de afaceri, să scrie o scrisoare către Hindenburg. Cei care au semnat scrisoarea l-au îndemnat pe Hindenburg să-l numească pe Hitler lider al unui guvern „independent de partidele parlamentare”, care ar putea deveni o mișcare care să „captiveze milioane de oameni”.
Hindenburg a acceptat cu reticență să-l numească pe Hitler cancelar după ce două alegeri parlamentare suplimentare—din iulie și noiembrie 1932—nu au dus la formarea unui guvern majoritar. Hitler a condus un guvern de coaliție de scurtă durată format de Partidul Nazist (care avea cele mai multe locuri în Reichstag) și partidul lui Hugenberg, Partidul Național Popular German (DNVP). Pe 30 ianuarie 1933, noul cabinet a depus jurământul într-o scurtă ceremonie în biroul lui Hindenburg. Partidul Nazist a obținut trei posturi: Hitler a fost numit cancelar, Wilhelm Frick ministru de interne, iar Hermann Göring ministru de interne pentru Prusia. Hitler insistase pentru pozițiile ministeriale ca modalitate de a obține controlul asupra poliției în mare parte a Germaniei.

### Incendiul Reichstag-ului și alegerile din martie
Ca și cancelar, Hitler a lucrat împotriva încercărilor oponenților Partidului Nazist de a forma un guvern majoritar. Din cauza blocajului politic, el l-a rugat pe Hindenburg să dizolve din nou Reichstag-ul, iar alegerile au fost programate pentru începutul lunii martie. Pe data de 27 februarie 1933, clădirea Reichstag-ului a fost incendiată. Göring a acuzat un complot comunist, deoarece comunistul olandez Marinus van der Lubbe a fost găsit în circumstanțe incriminatoare în interiorul clădirii în flăcări. Până în anii 1960, unii istorici, inclusiv William L. Shirer și Alan Bullock, au crezut că Partidul Nazist este responsabil; conform lui Ian Kershaw, care scria în anul 1998, opinia aproape tuturor istoricilor moderni este că van der Lubbe a declanșat singur incendiul.
La insistențele lui Hitler, Hindenburg a răspuns semnând Decretul Incendiului Reichstag-ului din 28 februarie, elaborat de naziști, care a suspendat drepturile fundamentale și a permis detenția fără proces. Decretul a fost permis conform Articolului 48 din Constituția de la Weimar, care îi oferea președintelui puterea de a lua măsuri de urgență pentru a proteja siguranța și ordinea publică. Activitățile Partidului Comunist German (KPD) au fost suprimate, iar aproximativ 4.000 de membri ai KPD au fost arestați.
Pe lângă campania politică, Partidul Nazist a angajat violență paramilitară și a răspândit propagandă anticomunistă în zilele premergătoare alegerilor. În ziua alegerilor, data de 6 martie 1933, procentul de voturi al Partidului Nazist a crescut la 43,9%, iar partidul a obținut cel mai mare număr de locuri în parlament. Partidul lui Hitler nu a reușit să obțină o majoritate absolută, fiind necesară o nouă coaliție cu DNVP.

### Ziua Potsdamului și Legea Împuternicirii

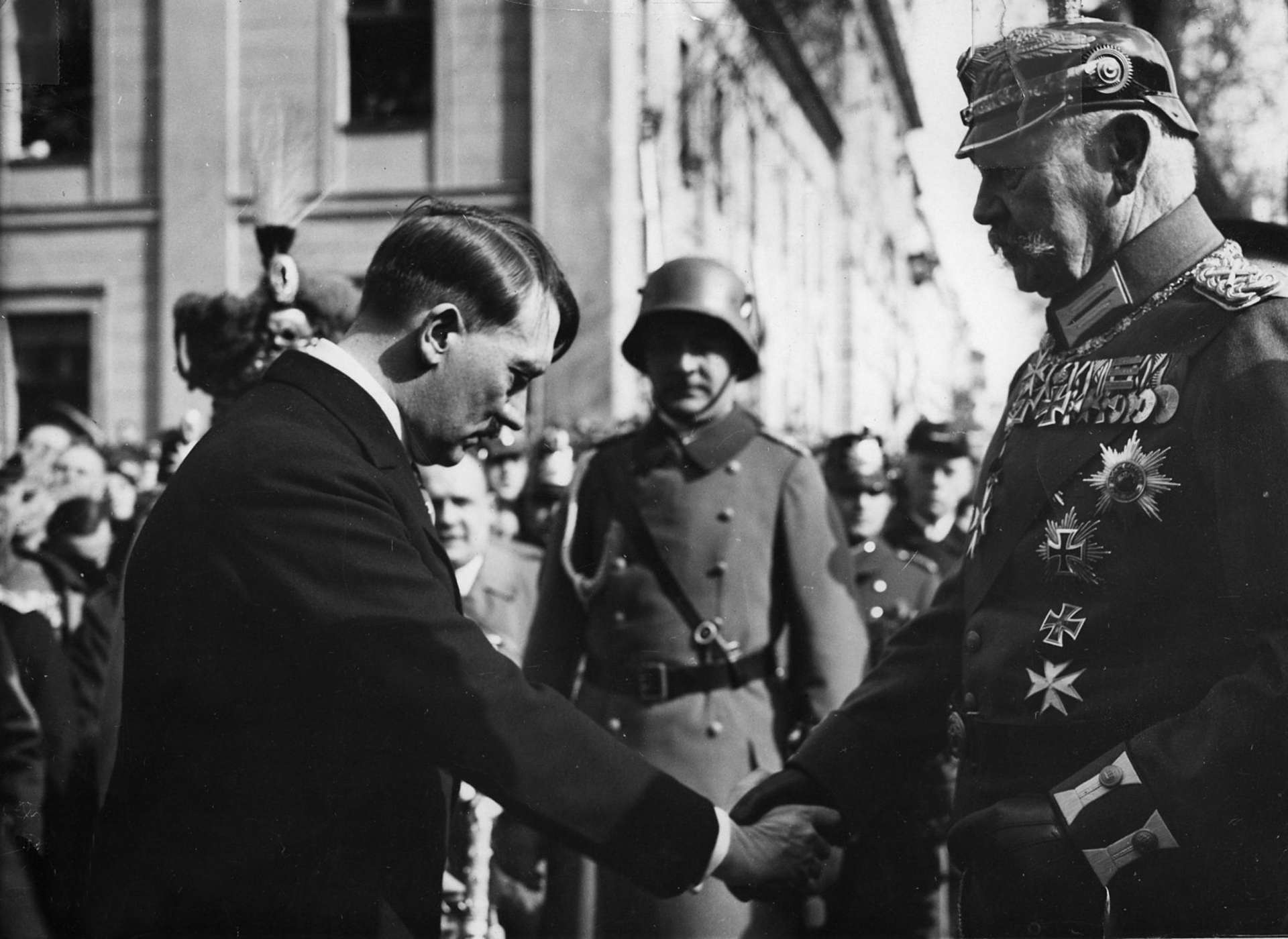
Hitler și Paul von Hindenburg în Ziua Potsdamului, 21 martie 1933

Pe data de 21 martie 1933, noul Reichstag a fost constituit cu o ceremonie de deschidere la Biserica Garnizoanei din Potsdam. Această „Zi a Potsdamului” a fost organizată pentru a demonstra unitatea dintre mișcarea nazistă și vechea elită prusacă și militară. Hitler a apărut într-un frac și l-a salutat umil pe Hindenburg.
Pentru a obține controlul politic deplin, în ciuda faptului că nu avea o majoritate absolută în parlament, guvernul lui Hitler a adus Ermächtigungsgesetz (Legea Împuternicirii) la vot în noul Reichstag ales. Legea—intitulată oficial Gesetz zur Behebung der Not von Volk und Reich („Legea pentru remedierea necazului poporului și Reich-ului”)—a oferit cabinetului lui Hitler puterea de a promulga legi fără consimțământul Reichstag-ului timp de patru ani. Aceste legi puteau (cu unele excepții) să se abată de la constituție.
Deoarece afecta constituția, Legea Împuternicirii necesită o majoritate de două treimi pentru a fi adoptată. Pentru a nu lăsa nimic la întâmplare, naziștii au folosit dispozițiile Decretului Incendiului Reichstag-ului pentru a aresta toți cei 81 de deputați comuniști și pentru a împiedica mai mulți social-democrați să participe.
Pe data de 23 martie 1933, Reichstag-ul s-a adunat la Opera Kroll în circumstanțe tumultuoase. Rânduri de membri ai SA au servit ca paznici în interiorul clădirii, în timp ce grupuri mari de persoane din exterior, care se opuneau legislației propuse, strigau sloganuri și amenințări către parlamentarii care soseau. După ce Hitler a promis verbal liderului Partidului de Centru, Ludwig Kaas, că Hindenburg își va păstra dreptul de veto, Kaas a anunțat că Partidul de Centru va sprijini Legea Împuternicirii. Legea a fost adoptată cu un vot de 444–94, toate partidele, cu excepția social-democraților, votând în favoare. Legea Împuternicirii, împreună cu Decretul Incendiului Reichstag-ului, a transformat guvernul lui Hitler într-o dictatură de facto legală.

### Dictatura
Cu riscul de a părea că vorbesc prostii, vă spun că mișcarea național-socialistă va continua timp de 1.000 de ani! ... Nu uitați cum oamenii au râs de mine acum 15 ani când am declarat că într-o zi voi conduce Germania. Ei râd acum, la fel de prostesc, când declar că voi rămâne la putere!— Adolf Hitler către un corespondent britanic la Berlin, iunie 1934
După ce a obținut controlul total asupra ramurilor legislative și executive ale guvernului, Hitler și aliații săi au început să suprime opoziția rămasă. Partidul Social-Democrat a fost declarat ilegal, iar activele sale au fost confiscate. În timp ce mulți delegați ai sindicatelor se aflau la Berlin pentru activitățile de Ziua Muncii, trupele de asalt SA au ocupat sediile sindicatelor din întreaga țară. Pe 2 mai 1933, toate sindicatele au fost obligate să se dizolve, iar liderii lor au fost arestați. Unii au fost trimiși în lagăre de concentrare. Frontul Muncii German a fost înființat ca o organizație umbrelă pentru a reprezenta toți lucrătorii, administratorii și proprietarii de companii, reflectând astfel conceptul nazismului în spiritul Volksgemeinschaft („comunitatea poporului”) a lui Hitler.

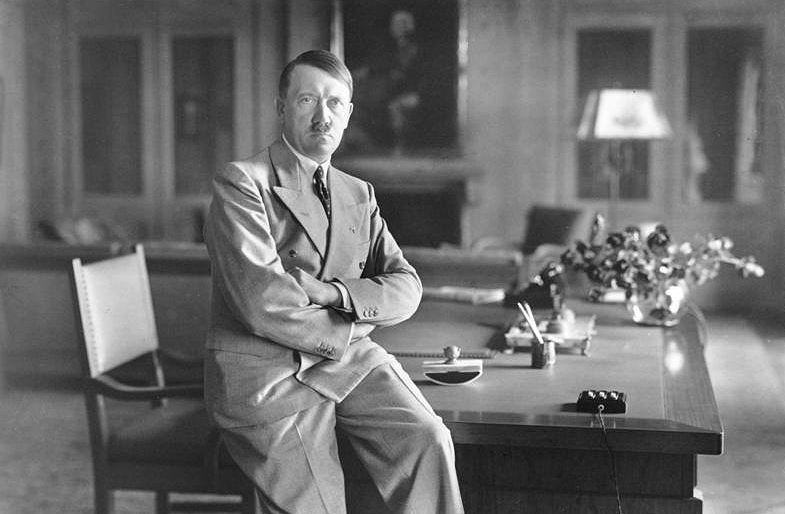
În 1934, Hitler a devenit șeful statului Germaniei cu titlul de Führer und Reichskanzler (lider și cancelar al Reich-ului)

Până la sfârșitul lunii iunie, celelalte partide fuseseră intimidate să se dizolve. Acest lucru a inclus partenerul nominal de coaliție al naziștilor, DNVP; cu ajutorul SA, Hitler l-a forțat pe liderul său, Hugenberg, să demisioneze pe 29 iunie. Pe data de 14 iulie 1933, Partidul Nazist a fost declarat singurul partid politic legal din Germania. Cererile SA pentru mai multă putere politică și militară au cauzat anxietate în rândul liderilor militari, industriali și politici. Ca răspuns, Hitler a purificat întreaga conducere a SA în Noaptea cuțitelor lungi, care a avut loc între 30 iunie și 2 iulie 1934. Hitler l-a vizat pe Ernst Röhm și pe alți lideri ai SA care, împreună cu un număr de adversari politici ai lui Hitler (cum ar fi Gregor Strasser și fostul cancelar Kurt von Schleicher), au fost ridicați, arestați și împușcați. În timp ce comunitatea internațională și unii germani au fost șocați de crime, mulți din Germania au crezut că Hitler restabilește ordinea.
Hindenburg a murit pe 2 august 1934. Cu o zi înainte, cabinetul promulgase Legea privind șeful statului Reich-ului German. Această lege prevedea că, la moartea lui Hindenburg, funcția de președinte va fi desființată, iar puterile sale vor fi îmbinate cu cele ale cancelarului. Hitler a devenit astfel șef al statului, precum și șef al guvernului, și a fost numit oficial Führer und Reichskanzler (Lider și Cancelar al Reich-ului), deși Reichskanzler a fost în cele din urmă abandonat. Prin această acțiune, Hitler a eliminat ultima cale legală prin care putea fi îndepărtat din funcție.
Ca șef al statului, Hitler a devenit comandant suprem al forțelor armate. Imediat după moartea lui Hindenburg, la inițiativa conducerii Reichswehr, jurământul tradițional de loialitate al soldaților a fost modificat pentru a afirma loialitatea față de Hitler personal, pe nume, și nu față de funcția de comandant suprem (care a fost ulterior redenumită comandant suprem) sau față de stat. Pe 19 august, fuziunea președinției cu cancelaria a fost aprobată de 88% din electoratul care a votat.

Steagul personal al lui Hitler

La începutul anului 1938, Hitler a folosit șantajul pentru a-și consolida controlul asupra armatei prin instigarea afacerii Blomberg-Fritsch. Hitler l-a forțat pe ministrul său de război, feldmareșalul Werner von Blomberg, să demisioneze folosind un dosar de poliție care arăta că noua soție a lui Blomberg avea un antecedente de prostituție. Comandantul armatei, generalul-colonel Werner von Fritsch, a fost îndepărtat după ce Schutzstaffel (SS) a produs acuzații că ar fi avut o relație homosexuală. Ambii bărbați căzuseră în dizgrație pentru că se opuseseră cerinței lui Hitler de a pregăti Wehrmacht pentru război începând din 1938. Hitler a preluat titlul de Comandant Suprem al lui Blomberg, preluând astfel comanda personală a forțelor armate. A înlocuit Ministerul de Război cu Oberkommando der Wehrmacht (OKW), condus de generalul Wilhelm Keitel. În aceeași zi, șaisprezece generali au fost deposedați de comenzi și alți 44 au fost transferați; toți erau suspectați că nu erau suficient de pro-naziști. Până la începutul lunii februarie 1938, încă doisprezece generali fuseseră îndepărtați.
Hitler a avut grijă să dea dictaturii sale aparența de legalitate. Multe dintre decretele sale se bazau explicit pe Decretul Incendiului Reichstag-ului și, prin urmare, pe Articolul 48 din Constituția de la Weimar. Reichstag-ul a reînnoit Legea Împuternicirii de două ori, de fiecare dată pentru o perioadă de patru ani. Deși alegerile pentru Reichstag au continuat să aibă loc (în 1933, 1936 și 1938), alegătorilor li s-a prezentat o singură listă de naziști și „oaspeți” pro-naziști care au obținut peste 90% din voturi. Aceste alegeri simulate au avut loc în condiții departe de a fi secrete; naziștii au amenințat cu represalii severe împotriva oricăruia care nu a votat sau care a votat împotriva.

## Germania Nazistă

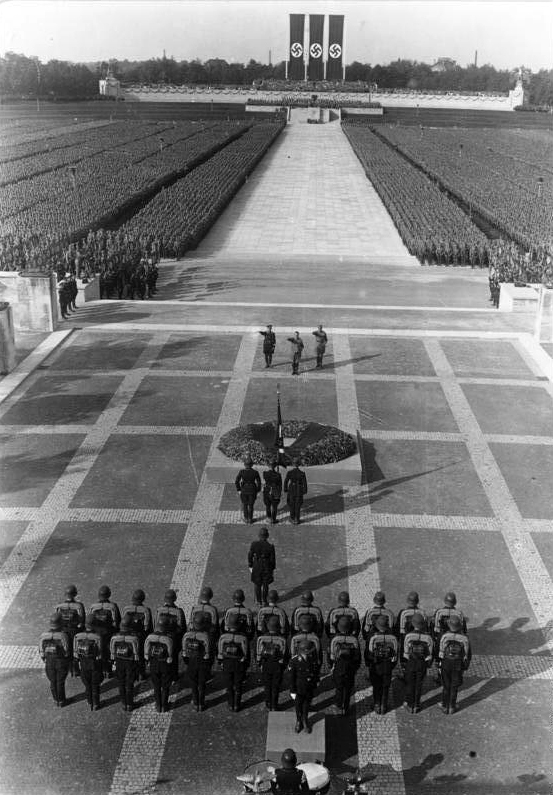
Hitler, Heinrich Himmler și șeful SA Viktor Lutze salută nazist la Mitingul de la Nürnberg din 1934.

### Economie și cultură
În luna august a anului 1934, Hitler l-a numit pe președintele Reichsbank, Hjalmar Schacht, ca ministru al economiei. Reconstrucția și reînarmarea au fost finanțate prin Bilete Mefo, tipărirea de bani și confiscarea activelor persoanelor arestate ca inamici ai Statului, inclusiv evrei. Numărul șomerilor a scăzut de la șase milioane în 1932 la mai puțin de un milion în 1936. Hitler a supravegheat una dintre cele mai mari campanii de îmbunătățire a infrastructurii din istoria Germaniei, ducând la construcția de baraje, autostrăzi, căi ferate și alte lucrări civile. Salariile erau ușor mai mici la mijlocul și sfârșitul anilor 1930 comparativ cu salariile din timpul Republicii de la Weimar, în timp ce costul vieții a crescut cu 25%. Săptămâna medie de muncă a crescut în timpul trecerii la o economie de război; până în anul 1939, germanul mediu lucra între 47 și 50 de ore pe săptămână.
Guvernul lui Hitler a sprijinit arhitectura pe o scară imensă. Albert Speer, instrumental în implementarea reinterpretării clasice a culturii germane de către Hitler, a fost pus la conducerea renovărilor arhitecturale propuse pentru Berlin. În ciuda unui boicot amenințat din partea mai multor națiuni, Germania a găzduit Jocurile Olimpice din 1936. Hitler a deschis oficial ceremoniile și a participat la evenimente atât la Jocurile de iarnă de la Garmisch-Partenkirchen, cât și la Jocurile de vară de la Berlin.

### Reînarmare și noi alianțe
Într-o întâlnire cu liderii militari germani pe 3 februarie 1933, Hitler a vorbit despre „cucerirea Lebensraum în Est și germanizarea sa fără milă” ca obiective finale ale politicii sale externe. În martie, prințul Bernhard Wilhelm von Bülow, secretar la Ministerul de Externe (Auswärtiges Amt), a emis o declarație privind obiectivele majore ale politicii externe: Anschluss cu Austria, restabilirea frontierelor naționale ale Germaniei din 1914, respingerea restricțiilor militare impuse de Tratatul de la Versailles, returnarea fostelor colonii germane din Africa și o zonă de influență germană în Europa de Est. Hitler a considerat că obiectivele lui Bülow erau prea modeste. În discursurile din această perioadă, el a subliniat ceea ce a numit obiectivele pașnice ale politicilor sale și dorința de a lucra în cadrul acordurilor internaționale. La prima întâlnire a cabinetului său în anul 1933, Hitler a prioritizat cheltuielile militare față de ajutorul pentru șomaj.
Germania s-a retras din Liga Națiunilor și de la Conferința pentru Dezarmare Mondială în octombrie 1933. În luna ianuarie a anului 1935, peste 90% din locuitorii Saarlandului, aflat atunci sub administrația Ligii Națiunilor, au votat pentru unirea cu Germania. În aceeași lună martie, Hitler a anunțat o extindere a Wehrmacht-ului la 600.000 de membri—de șase ori numărul permis de Tratatul de la Versailles—inclusiv dezvoltarea unei forțe aeriene (Luftwaffe) și o creștere a mărimii marinei (Kriegsmarine). Marea Britanie, Franța, Italia și Liga Națiunilor au condamnat aceste încălcări ale Tratatului, dar nu au făcut nimic pentru a le opri. Acordul Naval Anglo-German (AGNA) din 18 iunie a permis ca tonajul german să crească la 35% din cel al marinei britanice. Hitler a numit semnarea AGNA „cea mai fericită zi a vieții sale”, crezând că acordul marchează începutul alianței anglo-germane pe care o prezisese în Mein Kampf. Franța și Italia nu au fost consultate înainte de semnare, subminând direct Liga Națiunilor și punând Tratatul de la Versailles pe calea irelevanței.
Germania a reocupat zona demilitarizată din Renania în martie 1936, încălcând Tratatul de la Versailles. Hitler a trimis, de asemenea, trupe în Spania pentru a-l sprijini pe Francisco Franco în timpul Războiului Civil Spaniol după ce a primit un apel de ajutor în iulie 1936. În același timp, Hitler și-a continuat eforturile de a crea o alianță anglo-germană. În august 1936, ca răspuns la o criză economică în creștere cauzată de eforturile sale de reînarmare, Hitler i-a ordonat lui Göring să implementeze un Planul de Patru Ani pentru a pregăti Germania pentru război în următorii patru ani. Planul prevedea o luptă totală între „iudeo-bolșevism” și nazismul german, care, în opinia lui Hitler, necesita un efort angajat de reînarmare, indiferent de costurile economice.
În octombrie 1936, contele Galeazzo Ciano, ministrul de externe al guvernului lui Mussolini, a vizitat Germania, unde a semnat un Protocol în Nouă Puncte ca expresie a unei aproprieri și a avut o întâlnire personală cu Hitler. Pe 1 noiembrie, Mussolini a declarat o „axă” între Germania și Italia. Pe 25 noiembrie, Germania a semnat Pactul Anti-Comintern cu Japonia. Marea Britanie, China, Italia și Polonia au fost, de asemenea, invitate să adere la Pactul Anti-Comintern, dar doar Italia a semnat în 1937. Hitler a abandonat planul său de alianță anglo-germană, dând vina pe „liderii inadecvați” britanici. La o întâlnire în Cancelaria Reich-ului cu miniștrii săi de externe și șefii militari în noiembrie, Hitler a reiterat intenția sa de a obține Lebensraum pentru poporul german. A ordonat pregătiri pentru război în Est, care să înceapă cel târziu în 1938 și nu mai târziu de 1943. În cazul morții sale, procesele-verbale ale conferinței, înregistrate ca Memorandumul Hossbach, urmau să fie considerate „testamentul său politic”. El considera că o scădere severă a nivelului de trai din Germania ca urmare a crizei economice putea fi oprită doar prin agresiune militară îndreptată spre cucerirea Austriei și Cehoslovaciei. Hitler a insistat pe acțiune rapidă înainte ca Marea Britanie și Franța să obțină un avantaj permanent în cursa înarmărilor. La începutul anului 1938, în urma afacerii Blomberg-Fritsch, Hitler a preluat controlul asupra aparatului militar-politic extern, demitându-l pe Neurath din funcția de ministru de externe și numindu-se pe sine ministru de război. Începând cu începutul anului 1938, Hitler a purtat o politică externă care avea ca scop final războiul.

## Al Doilea Război Mondial

### Primele succese diplomatice

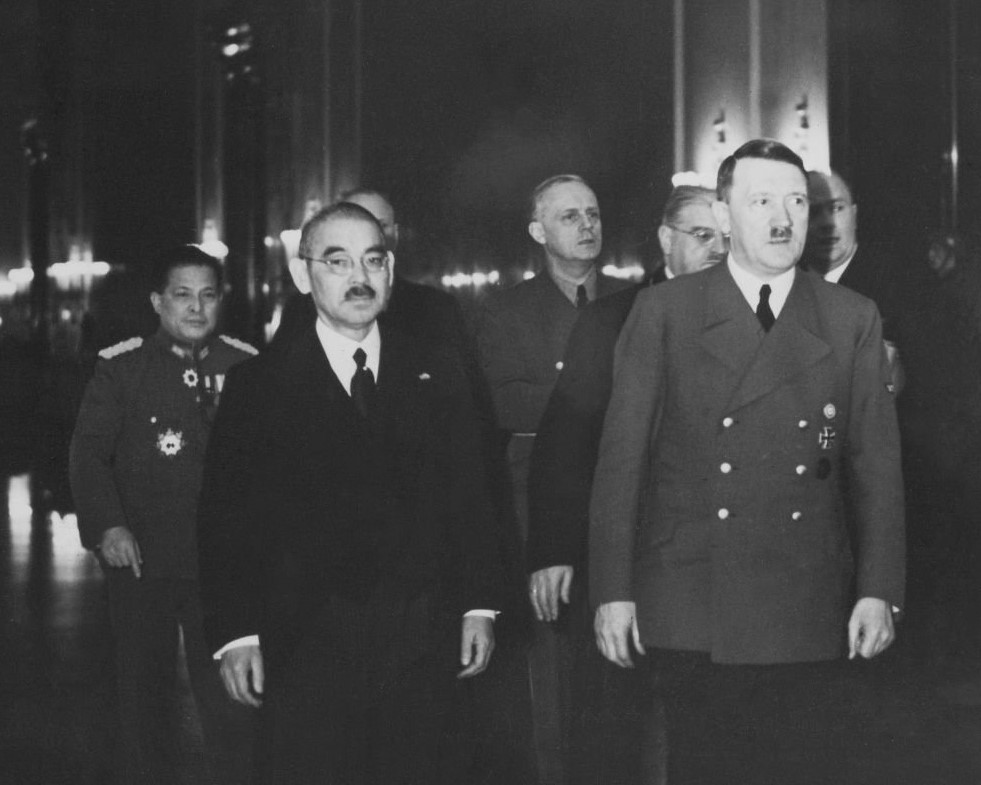
Hitler și ministrul de externe japonez, Yōsuke Matsuoka, la o întâlnire la Berlin în martie 1941. În fundal se află Joachim von Ribbentrop.

#### Alianța cu Japonia
În luna februarie a anului 1938, la sfatul noului său ministru de externe, pro-japonezul Joachim von Ribbentrop, Hitler a pus capăt alianței sino-germane cu Republica Chineză pentru a intra într-o alianță cu Japonia, mai modernă și mai puternică. Hitler a anunțat recunoașterea germană a Manchukuo, statul marionetă japonez din Manciuria, și a renunțat la pretențiile germane asupra fostelor colonii din Pacific deținute de Japonia. Hitler a ordonat încheierea expedierilor de arme către China și a retras toți ofițerii germani care lucrau cu Armata Chineză. Ca răspuns, generalul chinez Chiang Kai-shek a anulat toate acordurile economice sino-germane, privatizând germanii de multe materii prime chinezești.

#### Austria și Cehoslovacia

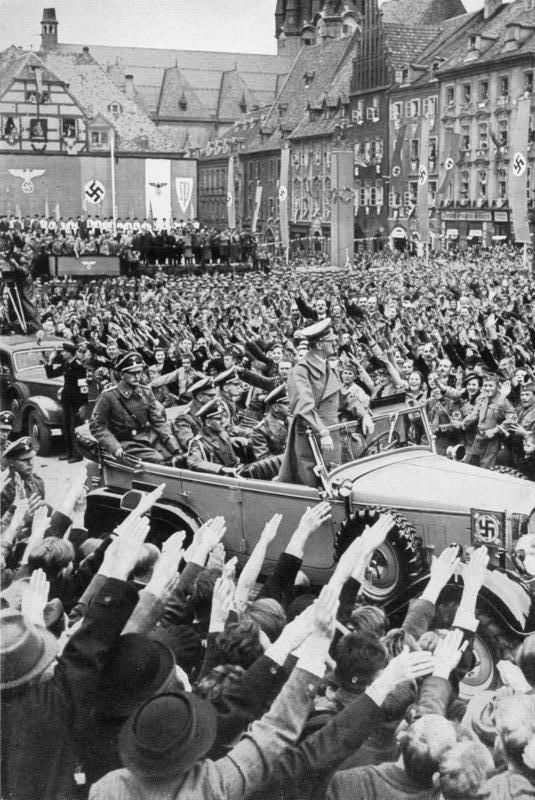
Octombrie 1938: Hitler este condus prin mulțime în Cheb (Eger), în Sudetenland.

Pe data de 12 martie 1938, Hitler a anunțat unificarea Austriei cu Germania Nazistă prin Anschluss. Hitler și-a îndreptat apoi atenția către populația de germani etnici din regiunea Sudetenland a Cehoslovaciei. Pe 28–29 martie 1938, Hitler a ținut o serie de întâlniri secrete la Berlin cu Konrad Henlein din Partidul German Sudeten, cel mai mare dintre partidele etnice germane din Sudetenland. Cei doi au convenit că Henlein va cere o autonomie sporită pentru germanii sudeteni de la guvernul cehoslovac, oferind astfel un pretext pentru acțiunea militară germană împotriva Cehoslovaciei. În aprilie 1938, Henlein i-a spus ministrului de externe al Ungariei că „orice ar oferi guvernul ceh, el va cere întotdeauna cerințe și mai mari ... el voia să saboteze o înțelegere prin orice mijloace, deoarece aceasta era singura metodă de a distruge rapid Cehoslovacia”. În privat, Hitler considera problema sudetă ca fiind lipsită de importanță; intenția sa reală era un război de cucerire împotriva Cehoslovaciei.
În aprilie, Hitler a ordonat OKW să se pregătească pentru Fall Grün (Cazul Verde), numele de cod pentru o invazie a Cehoslovaciei. Ca urmare a presiunii diplomatice intense din partea Franței și Marii Britanii, pe data de 5 septembrie, președintele cehoslovac Edvard Beneš a dezvăluit „Planul al Patrulea” pentru reorganizarea constituțională a țării sale, care a acceptat majoritatea cerințelor lui Henlein pentru autonomia sudetă. Partidul lui Henlein a răspuns ofertei lui Beneš prin instigarea unei serii de confruntări violente cu poliția cehoslovacă, care au dus la declararea stării de asediu în anumite districte sudetene.
Germania era dependentă de petrolul importat; o confruntare cu Marea Britanie pe tema disputei cehoslovace ar fi putut reduce aprovizionarea Germaniei cu petrol. Acest lucru l-a forțat pe Hitler să anuleze Fall Grün, planificat inițial pentru 1 octombrie 1938. Pe 29 septembrie, Hitler, Neville Chamberlain, Édouard Daladier și Mussolini au participat la o conferință de o zi la München, care a dus la Acordul de la München, prin care districtele Sudetenland au fost predate Germaniei.
Chamberlain a fost mulțumit de conferința de la München, numind rezultatul „pace pentru timpul nostru”, în timp ce Hitler a fost furios din cauza oportunității ratate de război în anul 1938; el și-a exprimat dezamăgirea într-un discurs din 9 octombrie la Saarbrücken. În opinia lui Hitler, pacea negociată de britanici, deși favorabilă cerințelor aparente ale Germaniei, a fost o înfrângere diplomatică care a stimulat intenția sa de a limita puterea britanică pentru a deschide calea expansiunii germane spre est. Ca urmare a summitului, Hitler a fost ales „Omul Anului” al revistei Time pentru 1938. La sfârșitul anului 1938 și începutul anului 1939, criza economică continuă cauzată de reînarmare l-a forțat pe Hitler să facă reduceri majore la apărare. În discursul său „Exportă sau mori” din 30 ianuarie 1939, el a cerut o ofensivă economică pentru a crește rezervele de valută străină ale Germaniei pentru a plăti materii prime precum fierul de înaltă calitate necesar pentru armele militare.
Pe 14 martie 1939, sub amenințarea Ungariei, Slovacia și-a declarat independența și a primit protecție din partea Germaniei. A doua zi, încălcând Acordul de la München și posibil ca urmare a crizei economice în adâncire care necesita active suplimentare, Hitler a ordonat Wehrmacht-ului să invadeze statul rezidual ceh, iar de la Castelul Praga a proclamat teritoriul un protectorat german.

### Începutul celui de-al Doilea Război Mondial

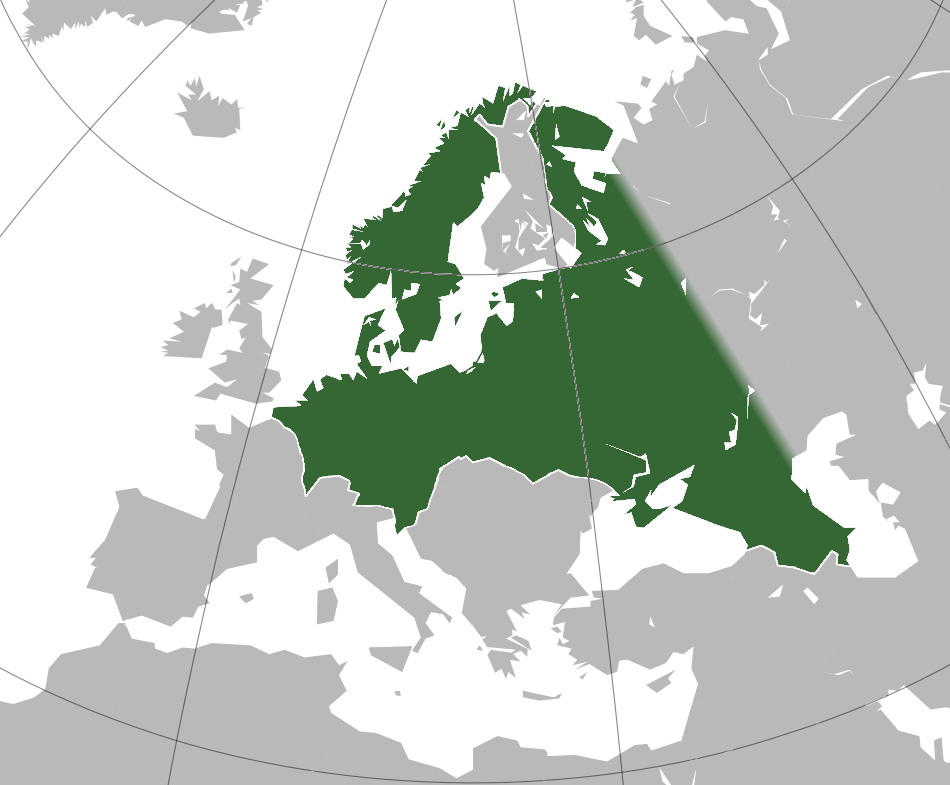
Frontierele Marele Reich Germanic planificat de naziști

În discuțiile private din anul 1939, Hitler a declarat că Marea Britanie este principalul inamic care trebuie învins și că anihilarea Poloniei este un preludiu necesar pentru acest obiectiv. Flancul estic urma să fie securizat, iar teritoriile urmau să fie adăugate Lebensraum-ului Germaniei. Ofensat de „garanția” britanică din 31 martie 1939 privind independența Poloniei, el a spus: „Le voi pregăti o băutură diavolească”. Într-un discurs la Wilhelmshaven pe 1 aprilie, a amenințat că va denunța Acordul Naval Anglo-German dacă britanicii continuă să garanteze independența Poloniei, pe care o percepea ca pe o politică de „încercuire”. Polonia urma să devină fie un stat satelit german, fie să fie neutralizată pentru a securiza flancul estic al Reich-ului și pentru a preveni un posibil blocaj britanic.
Hitler a favorizat inițial ideea unui stat satelit, dar după respingerea acesteia de către guvernul polonez, a decis să invadeze și a făcut din aceasta obiectivul principal al politicii externe din 1939. Pe 3 aprilie, Hitler a ordonat armatei să se pregătească pentru Fall Weiss („Cazul Alb”), planul de invadare a Poloniei pe 25 august. Într-un discurs în Reichstag pe 28 aprilie, a renunțat atât la Acordul Naval Anglo-German, cât și la Pactul de neagresiune germano-polonez. Istoricii precum William Carr, Gerhard Weinberg și Ian Kershaw au susținut că unul dintre motivele pentru care Hitler s-a grăbit să intre în război a fost teama sa de o moarte timpurie. El a afirmat în mod repetat că trebuie să conducă Germania în război înainte de a îmbătrâni prea mult, deoarece succesorii săi ar putea să nu aibă forța sa de voință. Hitler era îngrijorat că un atac militar împotriva Poloniei ar putea duce la un război prematur cu Marea Britanie. Ministrul de externe al lui Hitler și fostul ambasador la Londra, Joachim von Ribbentrop, l-a asigurat că nici Marea Britanie, nici Franța nu își vor respecta angajamentele față de Polonia. În consecință, pe 22 august 1939, Hitler a ordonat mobilizarea militară împotriva Poloniei.
Acest plan necesita sprijinul tacit al Uniunii Sovietice, iar pactul de neagresiune (Pactul Molotov-Ribbentrop) dintre Germania și Uniunea Sovietică, condusă de Iosif Stalin, includea un acord secret pentru împărțirea Poloniei între cele două țări. Contrar predicției lui Ribbentrop că Marea Britanie va rupe legăturile anglo-poloneze, Marea Britanie și Polonia au semnat alianța anglo-poloneză pe 25 august 1939. Acest lucru, împreună cu știrile din Italia că Mussolini nu va respecta Pactul de Oțel, l-a determinat pe Hitler să amâne atacul asupra Poloniei de la 25 august la 1 septembrie. Hitler a încercat fără succes să manipuleze britanicii să rămână neutri oferindu-le o garanție de neagresiune pe 25 august; apoi a îndrumat-o pe Ribbentrop să prezinte un plan de pace de ultimă oră cu un termen limită imposibil de scurt, în încercarea de a da vina pe iminentul război pe inacțiunea britanicilor și polonezilor.
Pe data de 1 septembrie 1939, Germania a invadat Polonia de vest sub pretextul că i-au fost respinse pretențiile asupra Orașul Liber Danzig și dreptul la drumuri extrateritoriale prin Coridorul Polonez, pe care Germania le cedase conform Tratatului de la Versailles. Ca răspuns, Marea Britanie și Franța au declarat război Germaniei pe 3 septembrie, ceea ce l-a surprins pe Hitler și l-a determinat să-l întrebe furios pe Ribbentrop: „Și acum ce?” Franța și Marea Britanie nu au acționat imediat conform declarațiilor lor, iar pe 17 septembrie, forțele sovietice au invadat estul Poloniei.

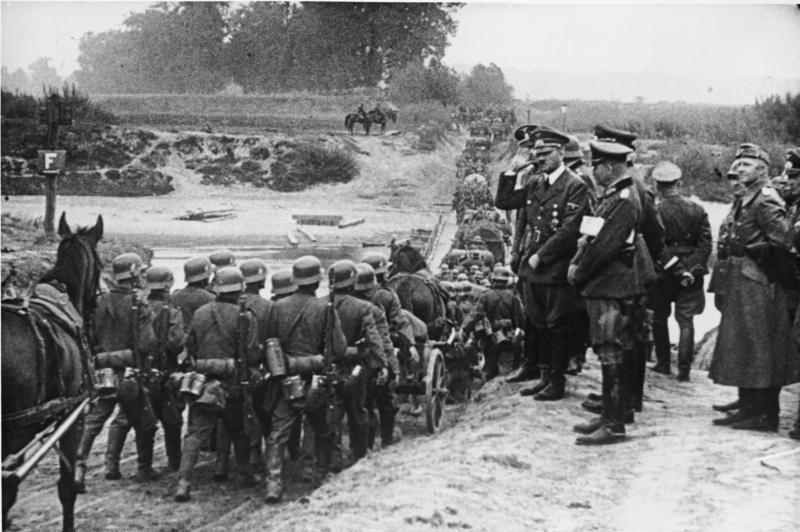
Hitler inspectează trupele în marș în timpul campaniei împotriva Poloniei (septembrie 1939).

Căderea Poloniei a fost urmată de ceea ce jurnaliștii contemporani au numit „Războiul Fals” sau Sitzkrieg („războiul șezut”). Hitler a îndrumat pe cei doi nou numiți Gauleiter ai nord-vestului Poloniei, Albert Forster din Reichsgau Danzig-Prusia de Vest și Arthur Greiser din Reichsgau Wartheland, să germanizeze zonele lor, fără să pună întrebări despre cum a fost realizat acest lucru. În zona lui Forster, polonezii etnici trebuiau doar să semneze formulare în care să declare că au sânge german. În schimb, Greiser a fost de acord cu Himmler și a dus o campanie de curățare etnică împotriva polonezilor. Greiser s-a plâns în curând că Forster permitea ca mii de polonezi să fie acceptați ca germani „rasiali” și, astfel, punea în pericol „puritatea rasială” germană. Hitler a evitat să se implice. Această inacțiune a fost prezentată ca un exemplu al teoriei „lucrând împotriva Führer-ului”, în care Hitler emitea instrucțiuni vagi și se aștepta ca subordonații săi să elaboreze politici pe cont propriu.
O altă dispută a opus o parte reprezentată de Heinrich Himmler și Greiser, care susțineau curățarea etnică în Polonia, împotriva alteia reprezentate de Göring și Hans Frank (guvernator general al Poloniei ocupate), care cereau transformarea Poloniei în „grânarul” Reich-ului. Pe 12 februarie 1940, disputa a fost soluționată inițial în favoarea viziunii Göring–Frank, care a pus capăt expulzărilor masive perturbatoare din punct de vedere economic. Pe 15 mai 1940, Himmler a emis un memorandum intitulat „Câteva gânduri privind tratarea populației străine din Est”, cerând expulzarea întregii populații evreiești din Europa în Africa și reducerea populației poloneze la o „clasă de muncitori fără conducători”. Hitler a numit memorandumul lui Himmler „bun și corect” și, ignorându-i pe Göring și Frank, a implementat politica Himmler–Greiser în Polonia.

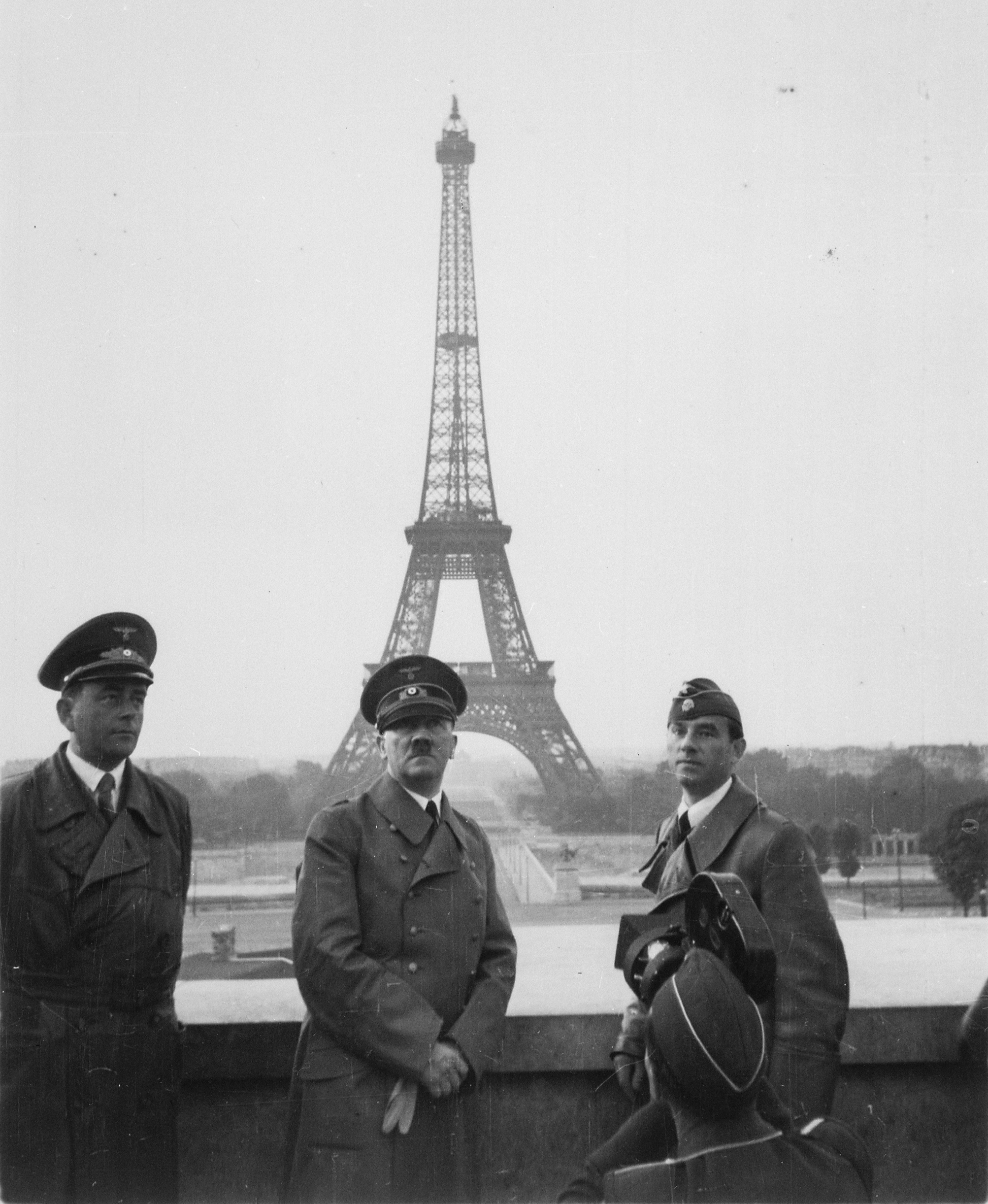
Hitler vizitează Parisul împreună cu arhitectul Albert Speer (stânga) și sculptorul Arno Breker (dreapta), 23 iunie 1940

Pe 9 aprilie, forțele germane au invadat Danemarca și Norvegia. În aceeași zi, Hitler a proclamat nașterea Marele Reich Germanic, viziunea sa a unui imperiu unit al națiunilor germanice din Europa, în care olandezii, flamanzii și scandinavii erau uniți într-o entitate „rasial pură” sub conducerea germană. În mai 1940, Germania a atacat Franța și a cucerit Luxemburg, Țările de Jos și Belgia. Aceste victorii l-au determinat pe Mussolini să aducă Italia de partea lui Hitler pe 10 iunie. Franța și Germania au semnat un armistițiu pe 22 iunie. Kershaw notează că popularitatea lui Hitler în Germania—și sprijinul german pentru război—a atins apogeul când s-a întors la Berlin pe 6 iulie din turneul său la Paris. În urma victoriei rapide și neașteptate, Hitler a promovat doisprezece generali la gradul de feldmareșal în timpul Ceremonia Feldmareșalilor din 1940.
Marea Britanie, ale cărei trupe au fost obligate să evacueze Franța pe mare din Dunkerque, a continuat să lupte alături de alte dominionuri britanice în Bătălia Atlanticului. Hitler a făcut propuneri de pace noului lider britanic, Winston Churchill, iar după respingerea lor, a ordonat o serie de atacuri aeriene asupra bazelor Royal Air Force și stațiilor radar din sud-estul Angliei. Pe 7 septembrie a început bombardamentul sistematic nocturn al Londrei. Luftwaffe germană nu a reușit să învingă Royal Air Force în ceea ce a devenit cunoscut sub numele de Bătălia Angliei. Până la sfârșitul lunii septembrie, Hitler și-a dat seama că superioritatea aeriană pentru invadarea Marii Britanii (în Operațiunea Leul de Mare) nu poate fi obținută și a ordonat amânarea operațiunii. Bombardamentele nocturne asupra orașelor britanice s-au intensificat și au continuat timp de luni, inclusiv asupra Londrei, Plymouth și Coventry.
Pe 27 septembrie 1940, Pactul Tripartit a fost semnat la Berlin de Saburō Kurusu din Imperiul Japoniei, Hitler și ministrul de externe italian Ciano, și ulterior extins pentru a include Ungaria, România și Bulgaria, formând astfel Puterile Axei. Încercarea lui Hitler de a integra Uniunea Sovietică în blocul anti-britanic a eșuat după discuțiile neterminate dintre Hitler și Molotov la Berlin în noiembrie, iar el a ordonat pregătirile pentru invadarea Uniunii Sovietice.
La începutul anului 1941, forțele germane au fost trimise în Africa de Nord, Balcani și Orientul Mijlociu. În februarie, forțele germane au sosit în Libia pentru a sprijini prezența italiană. În aprilie, Hitler a lansat invazia Iugoslaviei, urmată rapid de invazia Greciei. În mai, forțele germane au fost trimise să sprijine forțele irakiene care luptau împotriva britanicilor și să invadeze Creta.

### Drumul către înfrângere

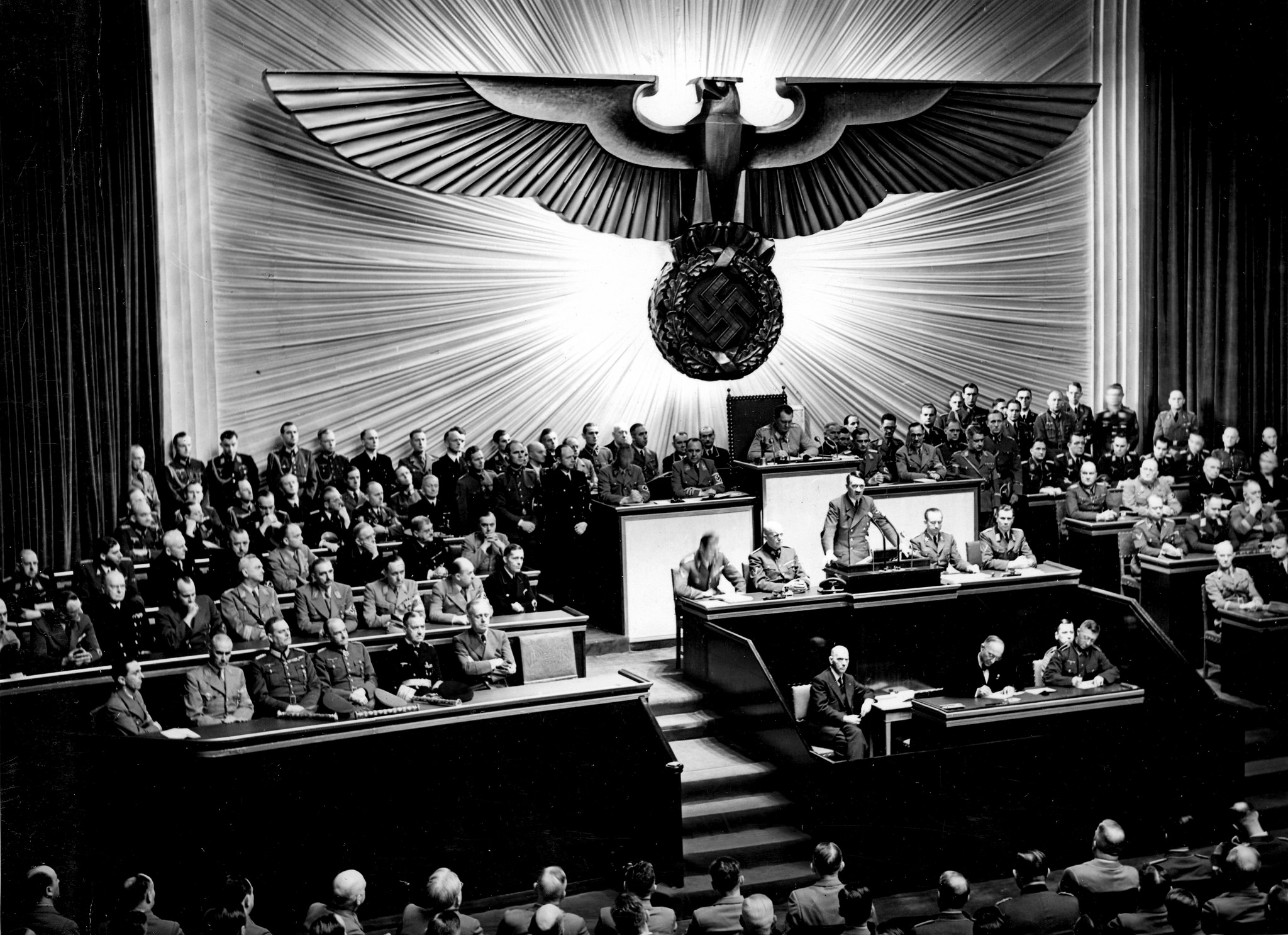
Hitler anunță declararea războiului împotriva Statelor Unite în fața Reichstag-ului pe 11 decembrie 1941

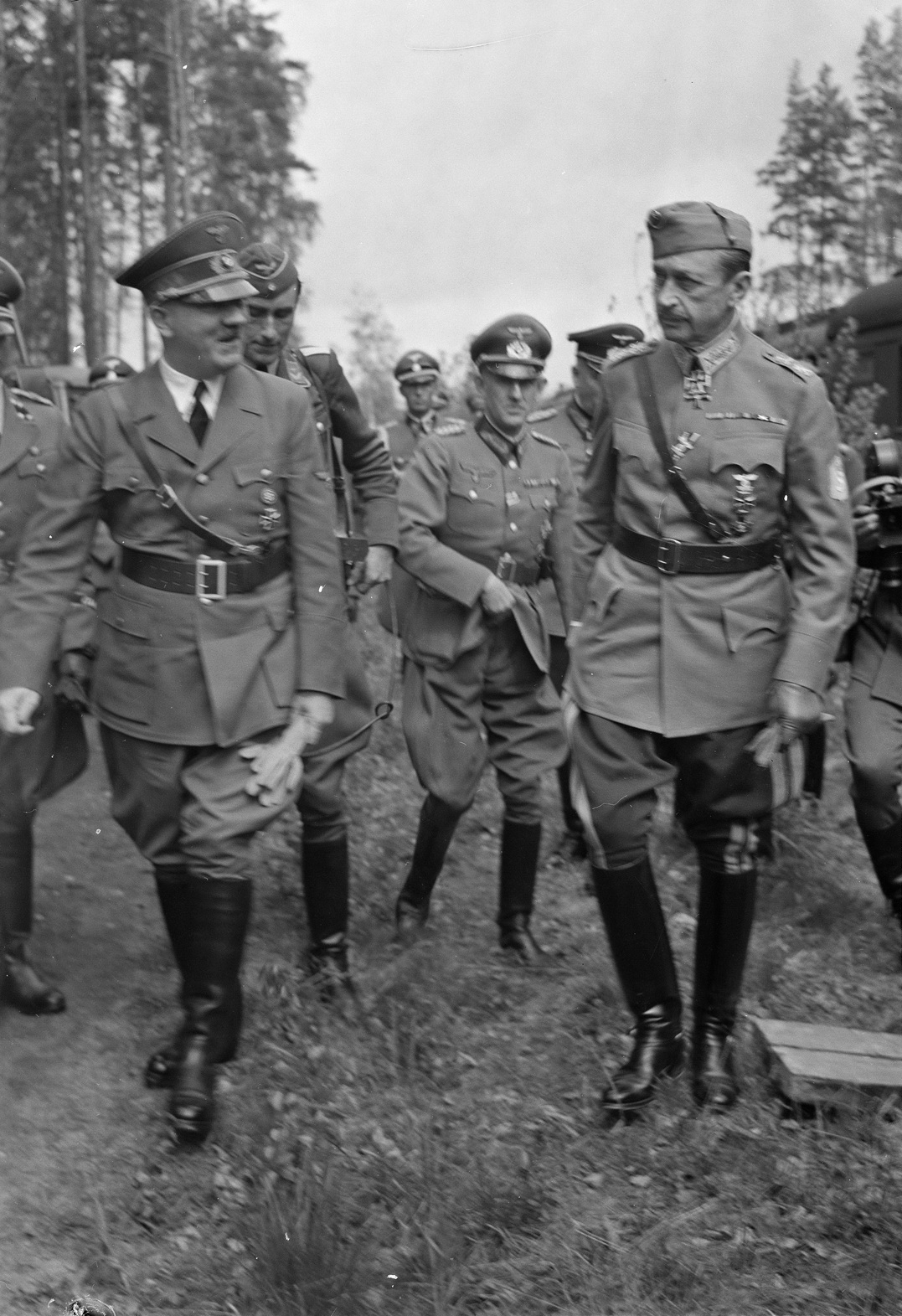
Adolf Hitler și Carl Gustaf Emil Mannerheim în Finlanda în iunie 1942

Pe data de 22 iunie 1941, încălcând Pactul Molotov-Ribbentrop din 1939, peste trei milioane de soldați ai Axei au atacat Uniunea Sovietică. Această ofensivă (cu numele de cod Operațiunea Barbarossa) a fost concepută pentru a distruge Uniunea Sovietică și a-și însuși resursele naturale pentru o agresiune ulterioară împotriva puterilor occidentale. Acțiunea făcea, de asemenea, parte din planul general de obținere a unui spațiu de trai mai mare pentru poporul german; iar Hitler credea că o invazie reușită ar forța Marea Britanie să negocieze o capitulare. Invazia a cucerit o zonă imensă, inclusiv republicile Baltice, Belarus și vestul Ucrainei. Până la începutul lunii august, trupele Axei avansaseră 500 km (310 mi) și câștigaseră Bătălia de la Smolensk. Hitler a ordonat Grupul de Armate Centru să-și oprească temporar avansul către Moscova și să-și redirecționeze grupurile de tancuri pentru a ajuta la încercuirea Leningradului și Kievului. Generalii săi nu au fost de acord cu această schimbare, avansând la mai puțin de 400 km (250 mi) de Moscova, iar decizia sa a provocat o criză în rândul conducerii militare. Pauza a oferit Armatei Roșii oportunitatea de a mobiliza noi rezerve; istoricul Russel Stolfi o consideră unul dintre principalii factori care au cauzat eșecul ofensivei asupra Moscovei, care a fost reluată în luna octombrie a anului 1941 și s-a încheiat dezastruos în decembrie. În timpul acestei crize, Hitler s-a numit șef al Oberkommando des Heeres.
Pe 7 decembrie 1941, Japonia a atacat flota americană staționată la Pearl Harbor, Hawaii. Patru zile mai târziu, Hitler a declarat război Statelor Unite. Pe 18 decembrie 1941, Himmler l-a întrebat pe Hitler: „Ce să facem cu evreii din Rusia?”, la care Hitler a răspuns: "als Partisanen auszurotten" („îi exterminăm ca pe partizani”). Istoricul israelian Yehuda Bauer a comentat că această remarcă este probabil cât de aproape vor ajunge istoricii vreodată de o comandă definitivă din partea lui Hitler pentru genocidul comis în timpul Holocaustului.
La sfârșitul anului 1942, forțele germane au fost înfrânte în A doua bătălie de la El Alamein, împiedicând planurile lui Hitler de a cuceri Canalul Suez și Orientul Mijlociu. Prea încrezător în propria sa expertiză militară după victoriile anterioare din 1940, Hitler a devenit suspicios față de Comandamentul Suprem al Armatei și a început să se amestece în planificarea militară și tactică, cu consecințe dezastruoase. În decembrie 1942 și ianuarie 1943, refuzul repetat al lui Hitler de a permite retragerea lor în Bătălia de la Stalingrad a dus la distrugerea aproape totală a Armatei a 6-a. Peste 200.000 de soldați ai Axei au fost uciși și 235.000 au fost luați prizonieri. Ulterior, a urmat o înfrângere strategică decisivă în Bătălia de la Kursk. Judecata militară a lui Hitler a devenit din ce în ce mai eratică, iar poziția militară și economică a Germaniei s-a deteriorat, la fel ca și sănătatea lui Hitler.

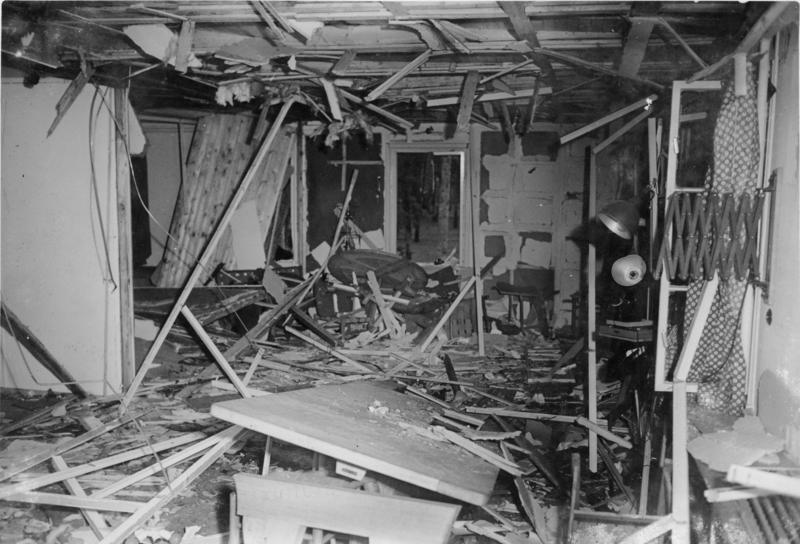
Sala de hărți distrusă de la Bârlogul Lupului, cartierul general estic al lui Hitler, după Complotul din 20 iulie

După Invazia Aliaților în Sicilia din 1943, Mussolini a fost îndepărtat de la putere de regele Victor Emmanuel al III-lea după un vot de neîncredere al Marelui Consiliu al Fascismului. Mareșalul Pietro Badoglio, pus la conducerea guvernului, s-a predat rapid Aliaților. Pe tot parcursul anilor 1943 și 1944, Uniunea Sovietică a forțat în mod constant armatele lui Hitler să se retragă de-a lungul Frontului de Est. Pe 6 iunie 1944, armatele Aliaților occidentali au debarcat în nordul Franței într-una dintre cele mai mari operațiuni amfibii din istorie, Operațiunea Overlord. Mulți ofițeri germani au concluzionat că înfrângerea este inevitabilă și că continuarea sub conducerea lui Hitler va duce la distrugerea completă a țării.
Între 1939 și 1945, au existat numeroase planuri de asasinare a lui Hitler, unele dintre ele ajungând în faze semnificative. Cea mai cunoscută și semnificativă, Complotul din 20 iulie din 1944, a venit din interiorul Germaniei și a fost cel puțin parțial determinată de perspectiva tot mai mare a unei înfrângeri germane în război. Face parte din Operațiunea Valkyrie, complotul a implicat Claus von Stauffenberg plantând o bombă într-unul dintre cartierele generale ale lui Hitler, Bârlogul Lupului de la Rastenburg. Hitler a supraviețuit îngust deoarece ofițerul de stat major Heinz Brandt a mutat valiza care conținea bomba în spatele unui picior al mesei grele de conferințe, care a deviat o mare parte din explozie. Mai târziu, Hitler a ordonat represalii sângeroase care au dus la executarea a peste 4.900 de persoane. Hitler a fost inclus pe prima listă a Comisiei Națiunilor Unite pentru Crime de Război din decembrie 1944, după ce s-a stabilit că Hitler ar putea fi considerat responsabil penal pentru actele naziștilor în țările ocupate. Până în martie 1945, cel puțin șapte acuzații fuseseră depuse împotriva sa.

### Înfrângere și moarte

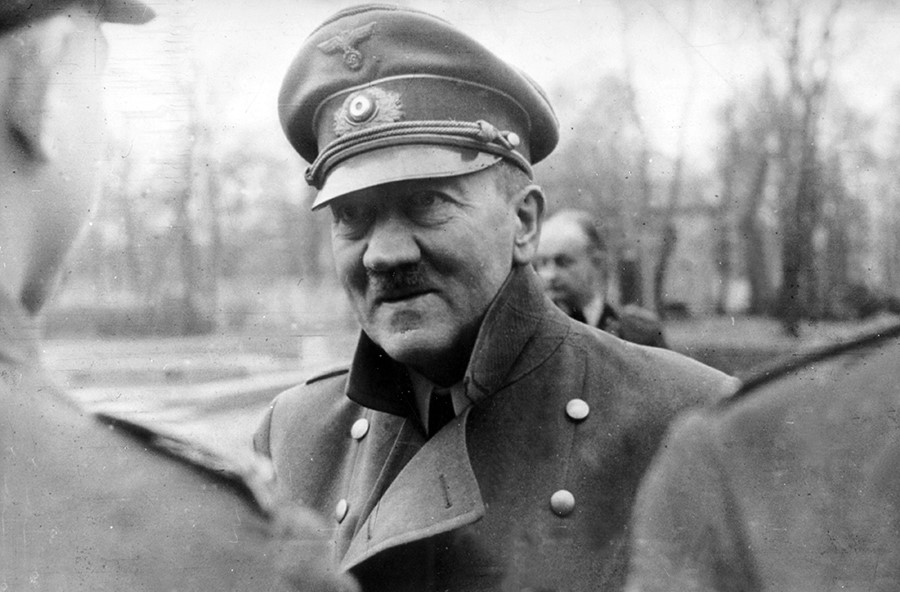
Hitler în ultima sa apariție filmată, decorând membri ai Tineretului Hitlerist din Volkssturm în grădina Cancelariei Reich-ului, 20 aprilie 1945

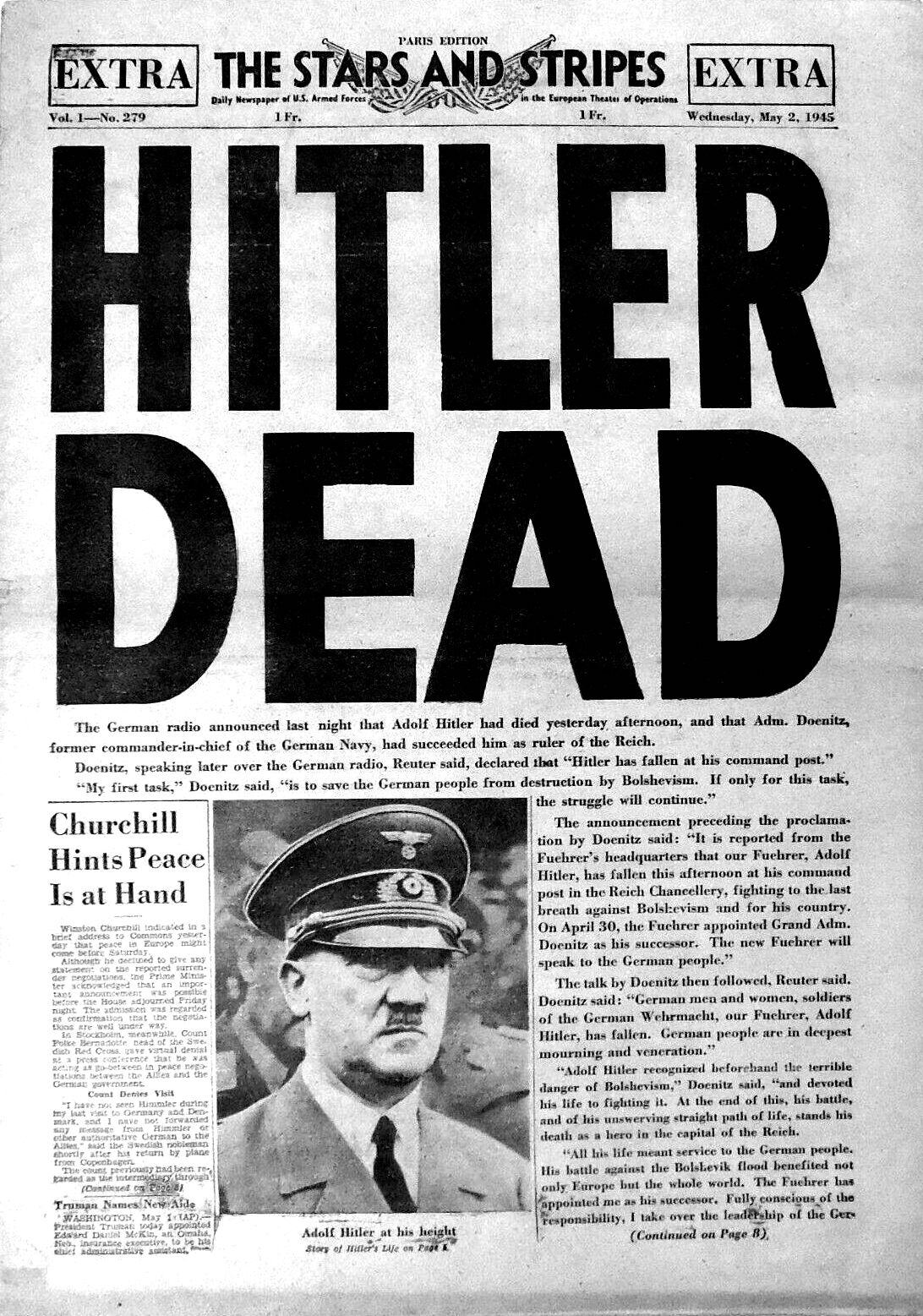
Prima pagină a ziarului forțelor armate americane, Stars and Stripes, 2 mai 1945, anunțând moartea lui Hitler. Se menționează eronat că Hitler a murit pe 1 mai; el a murit pe 30 aprilie

Până la sfârșitul anului 1944, atât Armata Roșie, cât și Aliații occidentali avansau în Germania. Recunoscând puterea și determinarea Armatei Roșii, Hitler a decis să-și folosească rezervele mobile rămase împotriva armatelor americane și britanice, pe care le percepea ca fiind mult mai slabe. Pe data de 16 decembrie, a lansat Ofensiva din Ardeni pentru a provoca dezbinare între Aliații occidentali și, eventual, pentru a-i convinge să se alăture luptei sale împotriva sovieticilor. După câteva succese temporare, ofensiva a eșuat. Cu o mare parte a Germaniei în ruine în luna ianuarie a anului 1945, Hitler a vorbit la radio: „Oricât de gravă ar fi criza în acest moment, ea va fi, în ciuda tuturor, stăpânită de voința noastră de neclintit.” Acționând în baza concepției sale că eșecurile militare ale Germaniei însemnau că aceasta și-a pierdut dreptul de a supraviețui ca națiune, Hitler a ordonat distrugerea întregii infrastructuri industriale germane înainte să cadă în mâinile Aliaților. Ministrul Armamentelor, Albert Speer, a fost însărcinat cu executarea acestei politici de pământ pârjolit, dar a încălcat în secret ordinul. Speranța lui Hitler de a negocia pace cu Statele Unite și Marea Britanie a fost încurajată de moartea președintelui american Franklin D. Roosevelt pe 12 aprilie 1945, dar, contrar așteptărilor sale, acest lucru nu a provocat o ruptură între Aliați.
Pe data de 20 aprilie, în ziua sa de naștere, cea de-a 56-a și ultima, Hitler a făcut ultima sa călătorie de la Führerbunker la suprafață. În grădina ruinată a Cancelariei Reich-ului, a decorat cu Crucea de Fier pe tinerii soldați ai Tineretului Hitlerist, care acum luptau împotriva Armatei Roșii pe frontul din apropierea Berlinului. Până pe 21 aprilie, Frontul 1 Belarusian al lui Gheorghi Jukov străpunsese apărarea generalului Gotthard Heinrici de la Grupul de Armate Vistula în timpul Bătăliei de la Înălțimile Seelow și avansase până la periferia Berlinului. În negare față de situația disperată, Hitler și-a pus speranțele în Armeeabteilung Steiner (Detașamentul de Armată Steiner), subcomandat și subechipat, condus de Felix Steiner. Hitler a ordonat lui Steiner să atace flancul nordic al salientului, în timp ce Armata a 9-a germană a primit ordin să atace spre nord într-o atac în clește.
În timpul unei conferințe militare pe 22 aprilie, Hitler a întrebat despre ofensiva lui Steiner. I s-a spus că atacul nu fusese lansat și că sovieticii intraseră în Berlin. Hitler a ordonat tuturor, cu excepția lui Wilhelm Keitel, Alfred Jodl, Hans Krebs și Wilhelm Burgdorf, să părăsească sala, apoi a declanșat un discurs nervos împotriva trădării și incompetenței percepute ale generalilor săi, culminând cu declarația sa—pentru prima dată—că „totul este pierdut”. A anunțat că va rămâne în Berlin până la capăt și apoi se va împușca.
Până pe 23 aprilie, Armata Roșie înconjurase Berlinul, iar Goebbels a făcut o afirmație în care îi îndemna pe cetățeni să apere orașul. În aceeași zi, Göring a trimis un telegramă din Berchtesgaden, argumentând că, deoarece Hitler era izolat în Berlin, Göring ar trebui să preia conducerea Germaniei. Göring a stabilit un termen limită, după care l-ar considera pe Hitler incapabil. Hitler a răspuns făcându-l pe Göring să fie arestat, iar în ultima sa dorință și testament din 29 aprilie, l-a îndepărtat pe Göring din toate funcțiile guvernamentale. Pe 28 aprilie, Hitler a aflat că Himmler, care părăsise Berlinul pe 20 aprilie, încerca să negocieze o capitulare cu Aliații occidentali. El a considerat acest lucru o trădare și a ordonat arestarea lui Himmler. De asemenea, a ordonat executarea lui Hermann Fegelein, reprezentantul SS al lui Himmler la cartierul general al lui Hitler din Berlin, pentru dezertare.
După miezul nopții din noaptea de 28–29 aprilie, Hitler s-a căsătorit cu Eva Braun într-o mică ceremonie civilă în Führerbunker. Mai târziu în acea după-amiază, Hitler a fost informat că Mussolini fusese executat de Mișcarea de Rezistență Italiană cu o zi înainte; se crede că acest lucru i-a sporit determinarea de a evita capturarea. Pe 30 aprilie, trupele sovietice se aflau la mai puțin de cinci sute de metri de Cancelaria Reich-ului când Hitler s-a împușcat în cap, iar Braun a mușcat o capsulă de cianură. În conformitate cu dorințele lui Hitler, cadavrele lor au fost transportate afară în grădina din spatele Cancelariei Reich-ului, unde au fost plasate într-un crater de bombă, stropite cu benzină și arse, în timp ce bombardamentul Armatei Roșii continua. Marele Amiral Karl Dönitz și Goebbels au preluat rolurile lui Hitler ca șef de stat și cancelar, respectiv. În seara zilei de 1 mai, Goebbels și soția sa, Magda, s-au sinucis în grădina Cancelariei Reich-ului, după ce și-au otrăvit cei șase copii cu cianură.
Berlinul s-a predat pe 2 mai. Rămășițele familiei Goebbels, generalul Hans Krebs (care se sinucisese în acea zi) și câinele lui Hitler, Blondi, au fost îngropate și dezgropate în mod repetat de sovietici. Se presupune că rămășițele lui Hitler și Braun au fost mutate și ele, dar acest lucru este cel mai probabil o dezinformare sovietică. Nu există dovezi că vreun rest identificabil al lui Hitler sau Braun—cu excepția unor poduri dentare—a fost găsit vreodată de ei. În timp ce știrea morții lui Hitler s-a răspândit rapid, un certificat de deces nu a fost emis decât în 1956, după o anchetă lungă pentru a aduna mărturii de la 42 de martori. Moartea lui Hitler a fost înregistrată ca o presupunere a morții pe baza acestor mărturii.

## Holocaustul
Holocaustul și războiul Germaniei în Est s-au bazat pe concepția de lungă durată a lui Hitler că evreii erau inamicii poporului german și că Lebensraum era necesar pentru expansiunea Germaniei. El s-a concentrat pe Europa de Est pentru această expansiune, având ca obiectiv înfrângerea Poloniei și a Uniunii Sovietice, urmată de eliminarea sau uciderea evreilor și a slavilor. Generalplan Ost (Planul General pentru Est) prevedea deportarea populației din Europa de Est ocupată și din Uniunea Sovietică în Siberia de Vest, pentru a fi folosită ca sclavi sau ucisă; teritoriile cucerite urmau să fie colonizate de germani sau de coloniști „germanizați”. Scopul era implementarea acestui plan după cucerirea Uniunii Sovietice, dar când acest lucru a eșuat, Hitler a pus planurile în aplicare mai devreme. Până în ianuarie 1942, hotărâse că evreii, slavii și alți deportați considerați nedoritori trebuie uciși.

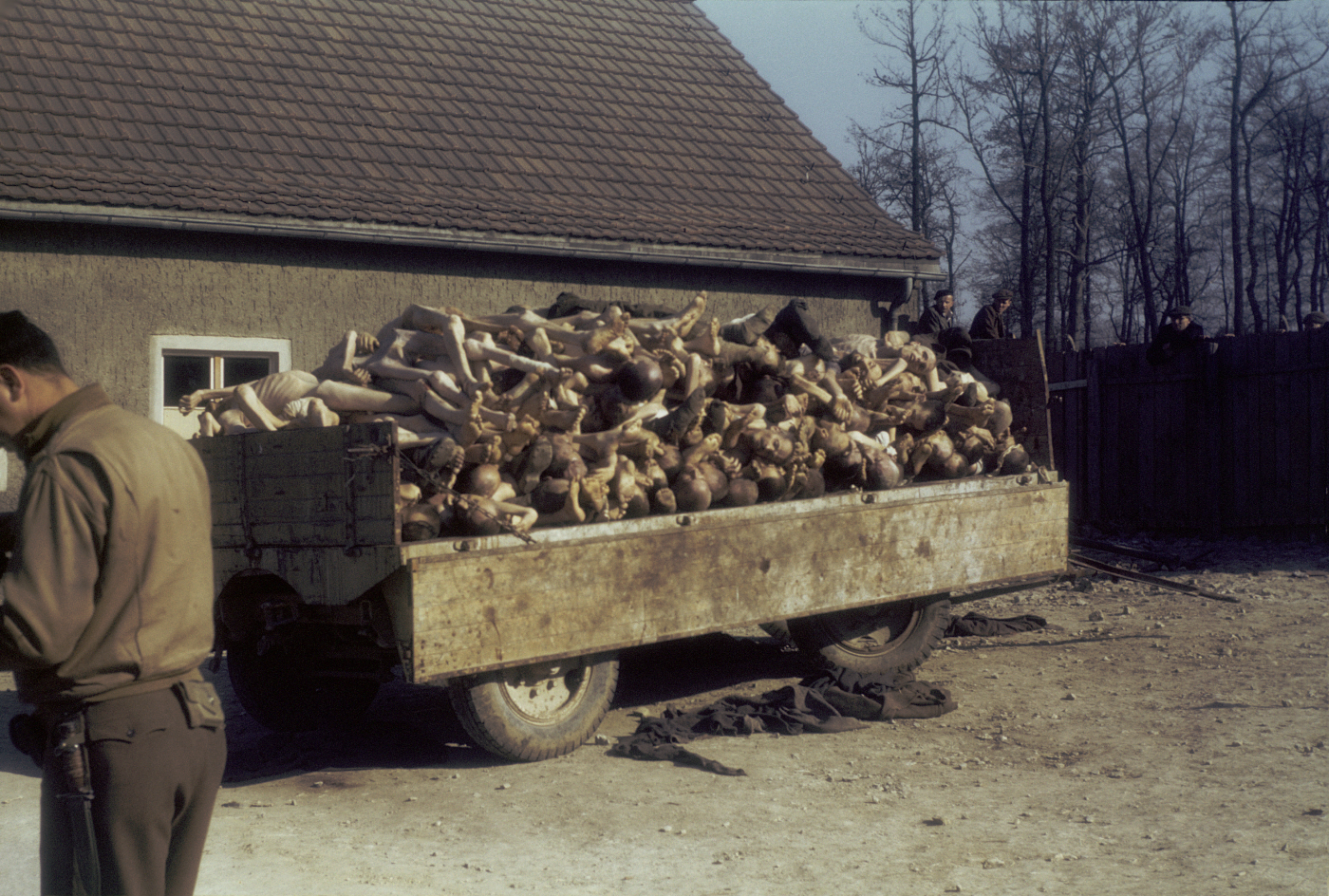
O căruță plină cu cadavre în afara crematoriului din lagărul de concentrare Buchenwald eliberat (aprilie 1945)

Genocidul a fost organizat și executat de Heinrich Himmler și Reinhard Heydrich. Înregistrările Conferința de la Wannsee, ținută pe 20 ianuarie 1942 și condusă de Heydrich, cu participarea a cincisprezece oficiali naziști de rang înalt, oferă cele mai clare dovezi ale planificării sistematice a Holocaustului. Pe 22 februarie, Hitler a fost înregistrat spunând: „ne vom recăpăta sănătatea doar eliminând evreii”. În mod similar, la o întâlnire din iulie 1941 cu funcționari de rang înalt din teritoriile estice, Hitler a spus că cel mai simplu mod de a pacifica rapid zonele ar fi cel mai bine realizat prin „împușcarea tuturor celor care arată ciudat”. Deși nu a apărut nicio comandă directă de la Hitler care să autorizeze uciderea în masă, discursurile sale publice, comenzile date generalilor săi și jurnalele oficialilor naziști demonstrează că el a conceput și a autorizat exterminarea evreilor europeni. În timpul războiului, Hitler a repetat că profeția sa din 1939 se împlinește, și anume că un război mondial va duce la anihilarea rasei evreiești. Hitler a aprobat Einsatzgruppen—echipele de execuție care au urmat armata germană prin Polonia, Țările Baltice și Uniunea Sovietică—și a fost bine informat despre activitățile lor. Până în vara anului 1942, Lagărul de concentrare Auschwitz a fost extins pentru a găzdui un număr mare de deportați pentru ucidere sau sclavie. Zeci de alte lagăre de concentrare și lagăre satelit au fost înființate în întreaga Europă, cu mai multe lagăre dedicate exclusiv exterminării.
Între 1939 și 1945, Schutzstaffel (SS), asistate de guverne colaboraționiste și de recruți din țările ocupate, au fost responsabile pentru moartea a cel puțin unsprezece milioane de non-combatanți, inclusiv uciderea a aproximativ 6 milioane de evrei (reprezentând două treimi din populația evreiască a Europei), și între 200.000 și 1.500.000 de romi. Victimele au fost ucise în lagăre de concentrare și de exterminare și în ghetouri, precum și prin împușcări în masă. Multe victime ale Holocaustului au fost omorâte în camere de gazare sau împușcate, în timp ce altele au murit de foame sau de boli sau în timp ce lucrau ca sclavi. În plus față de eliminarea evreilor, naziștii plănuiau să reducă populația teritoriilor cucerite cu 30 de milioane de oameni prin foamete într-o acțiune numită Planul Foametei. Aprovizionarea cu alimente urma să fie deviată către armata germană și civilii germani. Orașele urmau să fie dărâmate, iar pământul urma să fie lăsat să revină la pădure sau să fie repopulat de coloniști germani. Împreună, Planul Foametei și Generalplan Ost ar fi dus la moartea prin foamete a 80 de milioane de oameni din Uniunea Sovietică. Aceste planuri parțial împlinite au dus la moartea unui număr suplimentar de persoane, aducând numărul total de civili și prizonieri de război care au murit în democid la aproximativ 19,3 milioane de oameni.
Politicile lui Hitler au dus la uciderea a aproape două milioane de civili polonezi neevrei, peste trei milioane de prizonieri de război sovietici, comuniști și alți oponenți politici, homosexuali, persoane cu dizabilități fizice și mentale, Martorii lui Iehova, adventiști și sindicaliști. Hitler nu a vorbit niciodată public despre crime și pare să nu fi vizitat niciodată lagărele de concentrare. Naziștii au adoptat conceptul de igienă rasială. Pe 15 septembrie 1935, Hitler a prezentat două legi—cunoscute sub numele de Legile de la Nürnberg—în Reichstag. Legile interziceau relațiile sexuale și căsătoriile dintre arieni și evrei și au fost ulterior extinse pentru a include „țiganii, negrii sau urmașii lor bastard”. Legile le-au retras cetățenia germană tuturor non-arienilor și au interzis angajarea femeilor neevreice sub 45 de ani în gospodăriile evreiești. Primele politici eugenice ale lui Hitler au vizat copiii cu dizabilități fizice și de dezvoltare într-un program numit Acțiunea Brandt, iar mai târziu a autorizat un program de eutanasie pentru adulții cu dizabilități mentale și fizice grave, acum denumit Aktion T4.

## Stilul de conducere

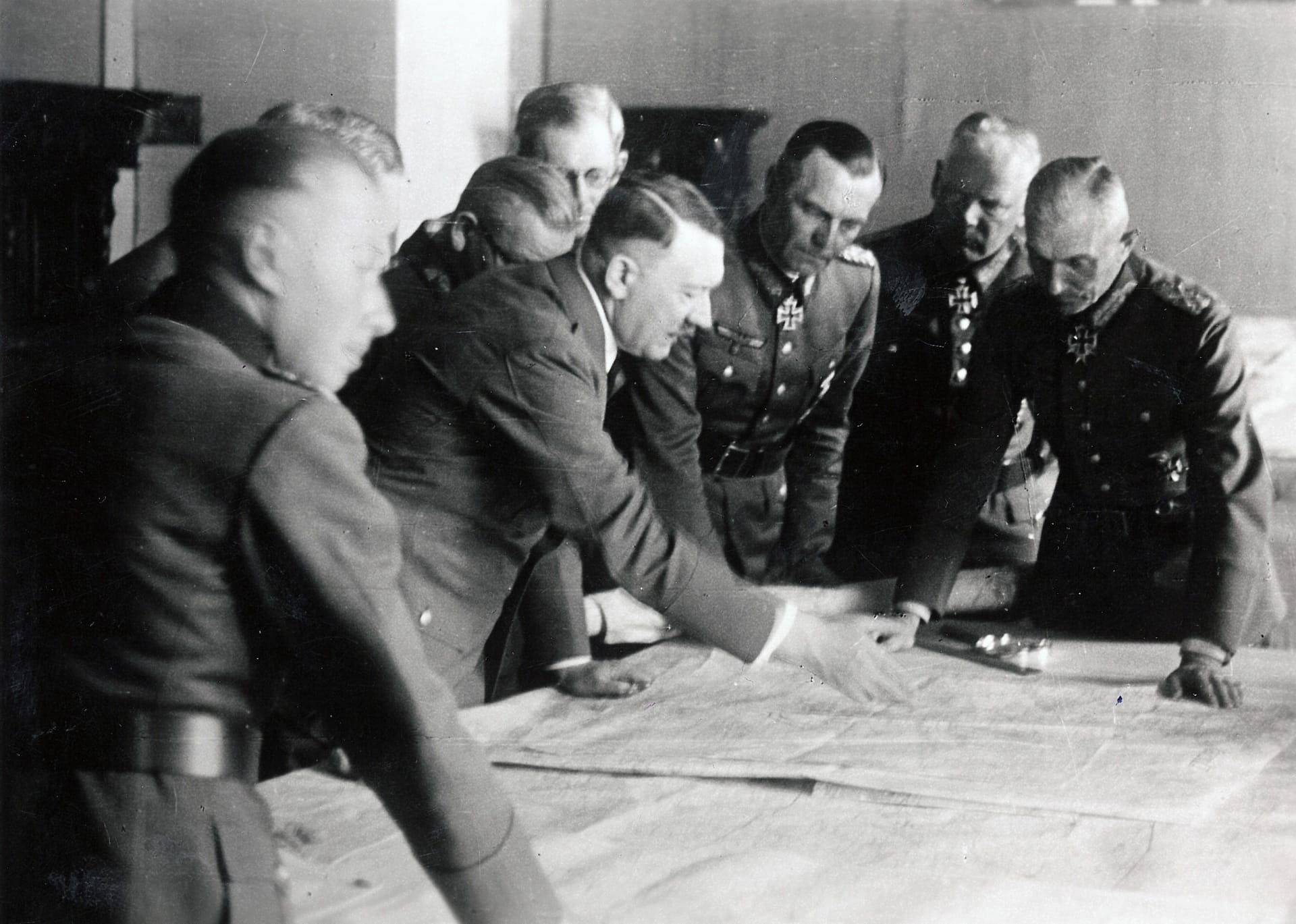
Hitler în timpul unei întâlniri la cartierul general al Grupul de Armate Sud în iunie 1942

Hitler a condus Partidul Nazist în mod autocratic, afirmând Führerprinzip (principiul liderului). Principiul se baza pe ascultarea absolută a tuturor subordonaților față de superiorii lor; astfel, el vedea structura guvernului ca pe o piramidă, cu el însuși—liderul infailibil—în vârf. Rangul în partid nu era determinat de alegeri—funcțiile erau ocupate prin numire de către cei cu rang superior, care cereau ascultare necondiționată față de voința liderului. Stilul de conducere al lui Hitler era să dea ordine contradictorii subordonaților săi și să-i plaseze în poziții în care atribuțiile și responsabilitățile lor se suprapuneau cu ale altora, pentru a avea „pe cel mai puternic [să facă] treaba”. În acest fel, Hitler a favorizat neîncrederea, competiția și conflictele interne între subordonații săi pentru a-și consolida și maximiza propria putere. Cabinetul său nu s-a mai întrunit după anul 1938, iar el a descurajat miniștrii săi să se întâlnească independent. Hitler nu dădea de obicei ordine scrise; în schimb, comunica verbal sau le transmitea prin intermediul apropiatului său asociat Martin Bormann. L-a însărcinat pe Bormann cu actele sale, numirile și finanțele personale; Bormann și-a folosit poziția pentru a controla fluxul de informații și accesul la Hitler.
Hitler a dominat efortul de război al țării sale în timpul celui de-al Doilea Război Mondial într-o măsură mai mare decât orice alt lider național. A consolidat controlul său asupra forțelor armate în 1938 și a luat ulterior toate deciziile majore privind strategia militară a Germaniei. Decizia sa de a lansa o serie riscantă de ofensive împotriva Norvegiei, Franței și Țărilor de Jos în anul 1940, împotriva sfaturilor militare, s-a dovedit a fi un succes, deși strategiile diplomatice și militare pe care le-a folosit în încercările de a forța Marea Britanie să iasă din război s-au încheiat cu eșec. Hitler și-a adâncit implicarea în efortul de război numindu-se comandant suprem al Armatei în decembrie 1941; de la acest moment, a condus personal războiul împotriva Uniunii Sovietice, în timp ce comandanții săi militari care se confruntau cu Aliații occidentali au păstrat un grad de autonomie. Conducerea lui Hitler a devenit din ce în ce mai detașată de realitate pe măsură ce războiul s-a întors împotriva Germaniei, strategiile defensive ale armatei fiind adesea împiedicate de luarea lentă a deciziilor și de directivele frecvente de a menține poziții insustenabile. Cu toate acestea, el a continuat să creadă că doar conducerea sa poate aduce victoria. În ultimele luni ale războiului, Hitler a refuzat să ia în considerare negocieri de pace, considerând distrugerea Germaniei preferabilă capitulării. Armata nu a contestat dominația lui Hitler asupra efortului de război, iar ofițerii superiori au sprijinit și au pus în aplicare, în general, deciziile sale.

## Viața personală

### Familie

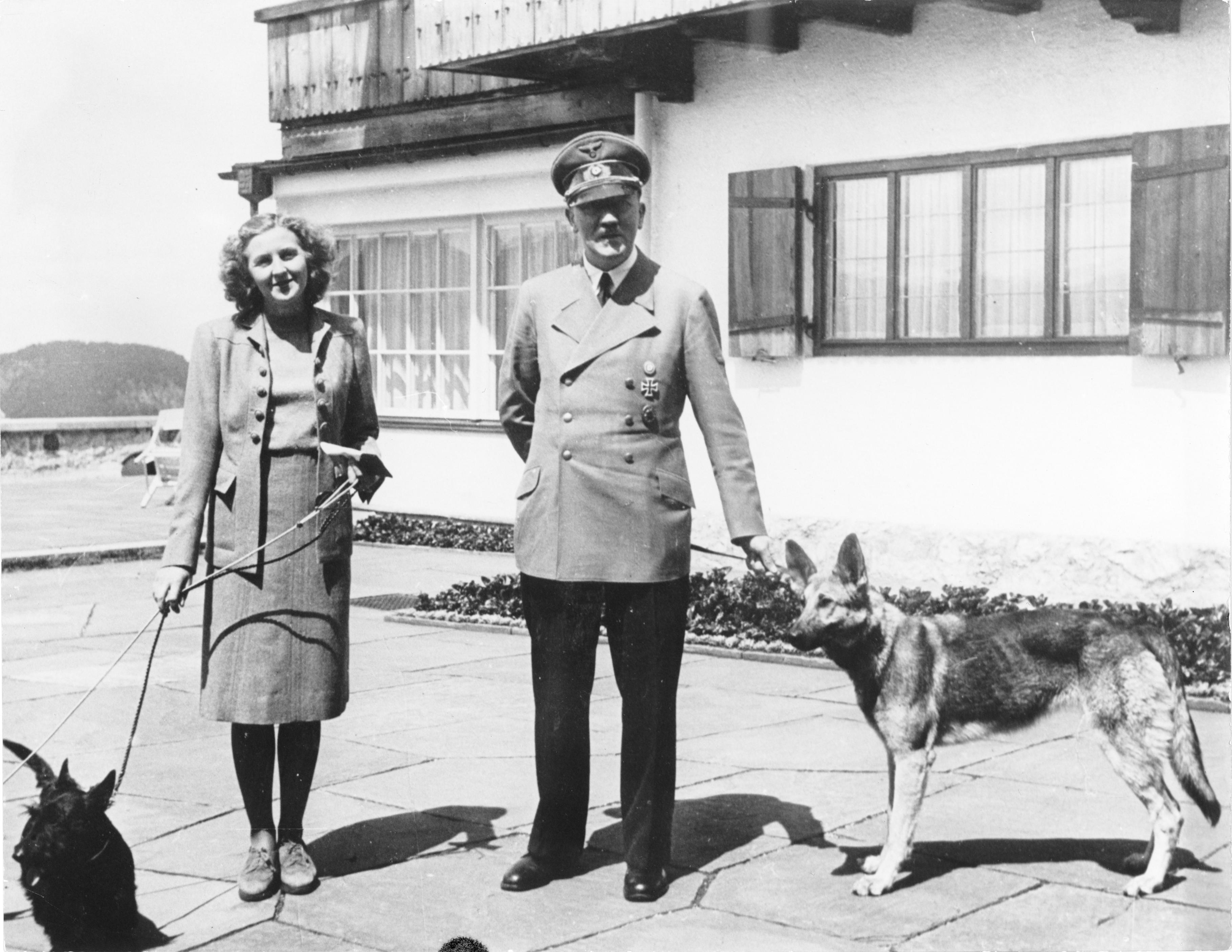
Hitler și Braun în 1942

Hitler a creat o imagine publică de om celibatar fără o viață domestică, dedicat în întregime misiunii sale politice și națiunii. El a cunoscut-o pe iubita sa, Eva Braun, în anul 1929, și s-a căsătorit cu ea pe 29 aprilie 1945, cu o zi înainte ca amândoi să se sinucidă. În luna septembrie a anului 1931, nepoata sa vitregă, Geli Raubal, și-a luat viața cu pistolul lui Hitler în apartamentul său din München. Printre contemporani circulau zvonuri că Geli era într-o relație romantică cu el, iar moartea ei a fost o sursă de durere profundă și de durată. Paula Hitler, sora mai mică a lui Hitler și ultimul membru în viață al familiei sale imediate, a murit în iunie 1960.

### Opinii despre religie
Hitler s-a născut dintr-o mamă practicantă catolică și un tată anticlerical; după ce a părăsit casa, Hitler nu a mai participat la Sfânta Liturghie sau nu a mai primit taine. Albert Speer afirmă că Hitler a criticat biserica în fața asociaților săi politici și, deși nu a părăsit oficial biserica, nu avea nicio atașare față de aceasta. El adaugă că Hitler credea că, în absența unei religii organizate, oamenii s-ar întoarce spre misticism, pe care el îl considera regresiv. Potrivit lui Speer, Hitler credea că credințele religioase japoneze sau Islamul ar fi fost o religie mai potrivită pentru germani decât creștinismul, cu „blândețea și moleșeala” sa. Istoricul John S. Conway afirmă că Hitler era fundamental opus bisericilor creștine. Potrivit lui Bullock, Hitler nu credea în Dumnezeu, era anticlerical și disprețuia etica creștină deoarece contrazicea viziunea sa preferată a „supraviețuirii celui mai puternic”. El favoriza aspecte ale Protestantismului care se potriveau cu propriile sale opinii și a adoptat unele elemente ale organizării ierarhice, liturghiei și frazeologiei Bisericii Catolice. Într-un discurs din 1932, Hitler a declarat că nu este catolic și s-a autodeclarat creștin german. Într-o conversație cu Albert Speer, Hitler a spus: „Prin mine, Biserica Evanghelică ar putea deveni biserica oficială, ca în Anglia.”

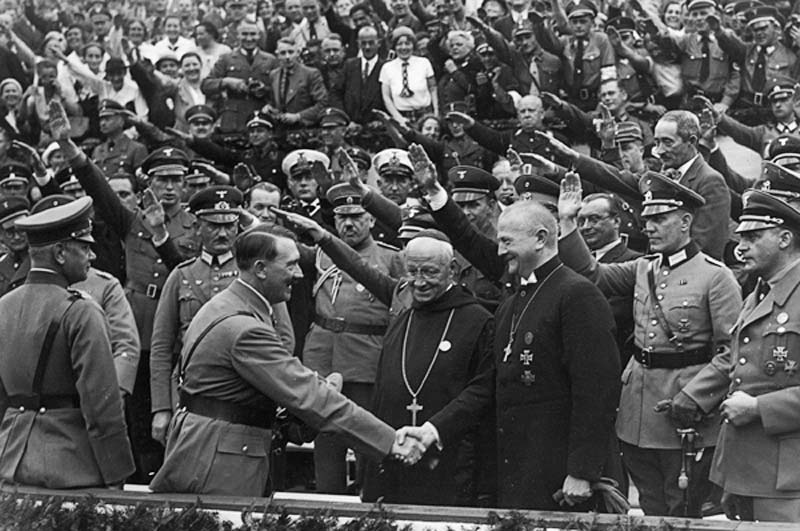
Hitler dă mâna cu episcopul Ludwig Müller în Germania în anii 1930

Hitler considera biserica o influență politică conservatoare importantă asupra societății, și a adoptat o relație strategică cu aceasta care „se potrivea scopurilor sale politice imediate”. În public, Hitler lăuda adesea moștenirea creștină și cultura creștină germană, deși profesând o credință într-un „Isus arian” care a luptat împotriva evreilor. Orice retorică publică pro-creștină contrazicea declarațiile sale private, care descriau creștinismul ca pe o „absurditate” și pe o prostie întemeiată pe minciuni.
Potrivit unui raport al Biroului de Servicii Strategice (OSS) al SUA, „Planul de Maestru Nazist”, Hitler plănuia să distrugă influența bisericilor creștine din Reich. Scopul său final era eliminarea totală a creștinismului. Acest scop a influențat mișcarea lui Hitler încă de la început, dar el a considerat că nu este oportun să exprime public această poziție extremă. Potrivit lui Bullock, Hitler voia să aștepte până după război înainte de a executa acest plan. Speer a scris că Hitler avea o opinie negativă despre noțiunile mistice ale lui Himmler și Alfred Rosenberg și despre încercarea lui Himmler de a mitologiza SS-ul. Hitler era mai pragmatic, iar ambițiile sale se concentrau pe preocupări mai practice.

### Sănătate
Cercetătorii au sugerat în mod variat că Hitler suferea de sindromul colonului iritabil, leziuni cutanate, aritmie cardiacă, scleroză coronariană, boala Parkinson, sifilis, arterită cu celule uriașe, tinitus, și monorhidie. Într-un raport pregătit pentru OSS în 1943, Walter Charles Langer de la Universitatea Harvard l-a descris pe Hitler ca pe un „psihopat nevrotic”. În cartea sa din 1977, The Psychopathic God: Adolf Hitler, istoricul Robert G. L. Waite propune că Hitler suferea de tulburare de personalitate borderline. Istoricii Henrik Eberle și Hans-Joachim Neumann consideră că, deși suferea de o serie de boli, inclusiv boala Parkinson, Hitler nu a experimentat deluzii patologice și a fost întotdeauna pe deplin conștient de, și, prin urmare, responsabil pentru, deciziile sale.
În anii 1930, Hitler a adoptat o dietă predominant vegetariană, evitând toate cărnile și peștii începând din 1942. La evenimentele sociale, el oferea uneori descrieri grafice ale măcelului animalelor în încercarea de a-și face oaspeții să evite carnea. Bormann a construit o seră lângă Berghof (lângă Berchtesgaden) pentru a asigura o aprovizionare constantă cu fructe și legume proaspete pentru Hitler. Hitler a încetat să mai consume alcool în perioada în care a devenit vegetarian și, ulterior, a băut doar foarte rar bere sau vin la ocazii sociale. A fost nefumător pentru cea mai mare parte a vieții sale adulte, dar a fumat mult în tinerețe (25 până la 40 de țigări pe zi); a renunțat în cele din urmă, numind obiceiul „o risipă de bani”. Își încuraja apropiații să renunțe la fumat oferind un ceas de aur oricui reușea să renunțe la acest obicei. Hitler a început să folosească ocazional amfetamină după 1937 și a devenit dependent de ea la sfârșitul anului 1942. Speer a legat această utilizare a amfetaminei de comportamentul din ce în ce mai eratic al lui Hitler și de luarea deciziilor inflexibile (de exemplu, rareori permitea retrageri militare).
Prescris cu 90 de medicamente în timpul anilor de război de către medicul său personal, Theodor Morell, Hitler lua multe pilule în fiecare zi pentru problemele cronice de stomac și alte afecțiuni. Consuma în mod regulat amfetamină, barbiturice, opiate și cocaină, precum și bromură de potasiu și atropa belladonna (aceasta din urmă sub formă de Doktor Koster's Antigaspills). A suferit rupturi de timpan ca urmare a exploziei bombei din complotul din 20 iulie din 1944, iar 200 de așchii de lemn au trebuit îndepărtate din picioarele sale. Imaginile de arhivă ale lui Hitler arată tremurături în mâna stângă și un mers șovăielnic, care au început înainte de război și s-au înrăutățit spre sfârșitul vieții sale. Ernst-Günther Schenck și alți câțiva medici care l-au întâlnit pe Hitler în ultimele săptămâni ale vieții sale au formulat, de asemenea, un diagnostic de boala Parkinson.

## Moștenire
Pentru pace, libertate

și democrație

niciodată din nou fascismul

milioane de morți ne avertizează

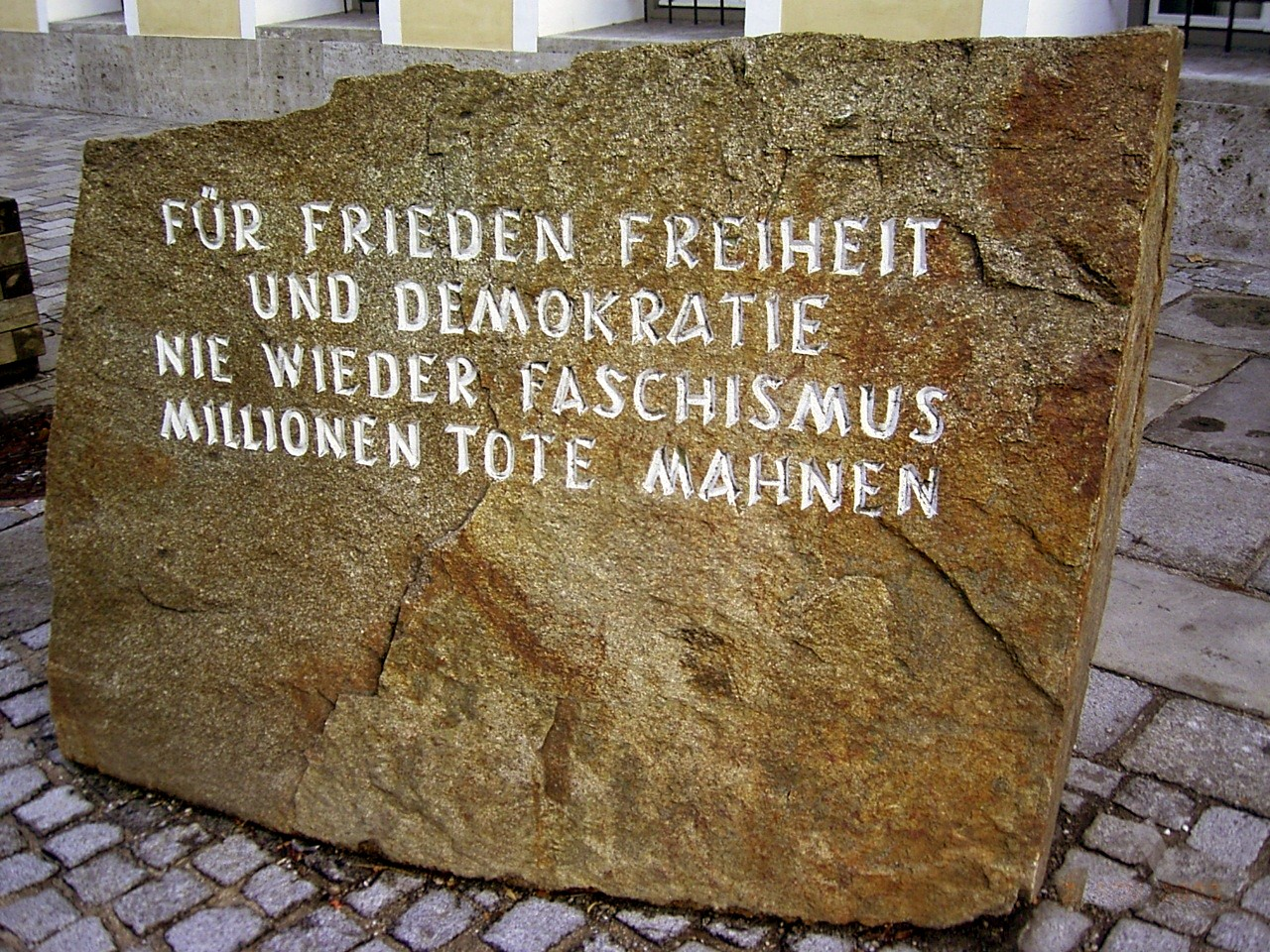
În afara unei clădiri din Braunau am Inn, Austria, unde s-a născut Hitler, se află o piatră memorială pusă ca o amintire a celui de-al Doilea Război Mondial. Inscripția se traduce astfel:
Pentru pace, libertate
și democrație
niciodată din nou fascismul
milioane de morți ne avertizează

Potrivit istoricului Joachim Fest, sinuciderea lui Hitler a fost comparată de numeroși contemporani cu ruperea unue „vrăji”. În mod similar, Speer a comentat în În interiorul celui de-al Treilea Reich despre emoțiile sale în ziua următoare sinuciderii lui Hitler: „Doar acum vraja a fost ruptă, magia stinsă.” Sprijinul public pentru Hitler se prăbușise până în momentul morții sale, pe care puțini germani au jelit-o; Kershaw susține că majoritatea civivilor și personalului militar erau prea ocupați să se adapteze prăbușirii țării sau să fugă de lupte pentru a se interesa. Potrivit istoricului John Toland, nazismul „a explodat ca o bulă” fără liderul său.
Kershaw îl descrie pe Hitler ca „întruchiparea răului politic modern”. „Niciodată în istorie o asemenea ruină—fizică și morală—nu a fost asociată cu numele unui singur om”, adaugă el. Programul politic al lui Hitler a dus la un război mondial, lăsând în urmă o Europă de Est și Centrală devastată și săracă. Germania a suferit o distrugere totală, caracterizată ca Stunde Null (Ora Zero). Politicile lui Hitler au provocat suferință umană pe o scară fără precedent; potrivit lui R. J. Rummel, regimul nazist a fost responsabil pentru uciderea democidală a aproximativ 19,3 milioane de civili și prizonieri de război. În plus, 28,7 milioane de soldați și civili au murit ca urmare a acțiunilor militare din teatrul european al celui de-al Doilea Război Mondial. Numărul de civili uciși în timpul celui de-al Doilea Război Mondial a fost fără precedent în istoria războiului. Istoricii, filozofii și politicienii folosesc adesea cuvântul „rău” pentru a descrie regimul nazist. Multe țări europene au penalizat atât promovarea nazismului, cât și negarea Holocaustului.
Istoricul Friedrich Meinecke l-a descris pe Hitler ca „unul dintre marile exemple ale puterii singulare și incalculabile a personalității în viața istorică”. Istoricul englez Hugh Trevor-Roper l-a văzut ca „unul dintre «simplificatorii teribili» ai istoriei, cel mai sistematic, cel mai istoric, cel mai filozofic și, totuși, cel mai grosolan, cel mai crud, cel mai puțin mărinimos cuceritor pe care l-a cunoscut vreodată lumea”. Pentru istoricul John M. Roberts, înfrângerea lui Hitler a marcat sfârșitul unei faze a istoriei europene dominate de Germania. În locul său a apărut Războiul Rece, o confruntare globală între Blocul Vest, dominat de Statele Unite și alte națiuni NATO, și Blocul Est, dominat de Uniunea Sovietică. Istoricul Sebastian Haffner a afirmat că, fără Hitler și deplasarea evreilor, statul național modern al Israelului nu ar exista. El susține că, fără Hitler, decolonizarea fostelor sfere de influență europene ar fi fost amânată. Mai mult, Haffner a susținut că, în afară de Alexandru cel Mare, Hitler a avut un impact mai semnificativ decât orice altă figură istorică comparabilă, în sensul că și el a provocat o gamă largă de schimbări la nivel mondial într-un interval de timp relativ scurt.